# Joias da coroa

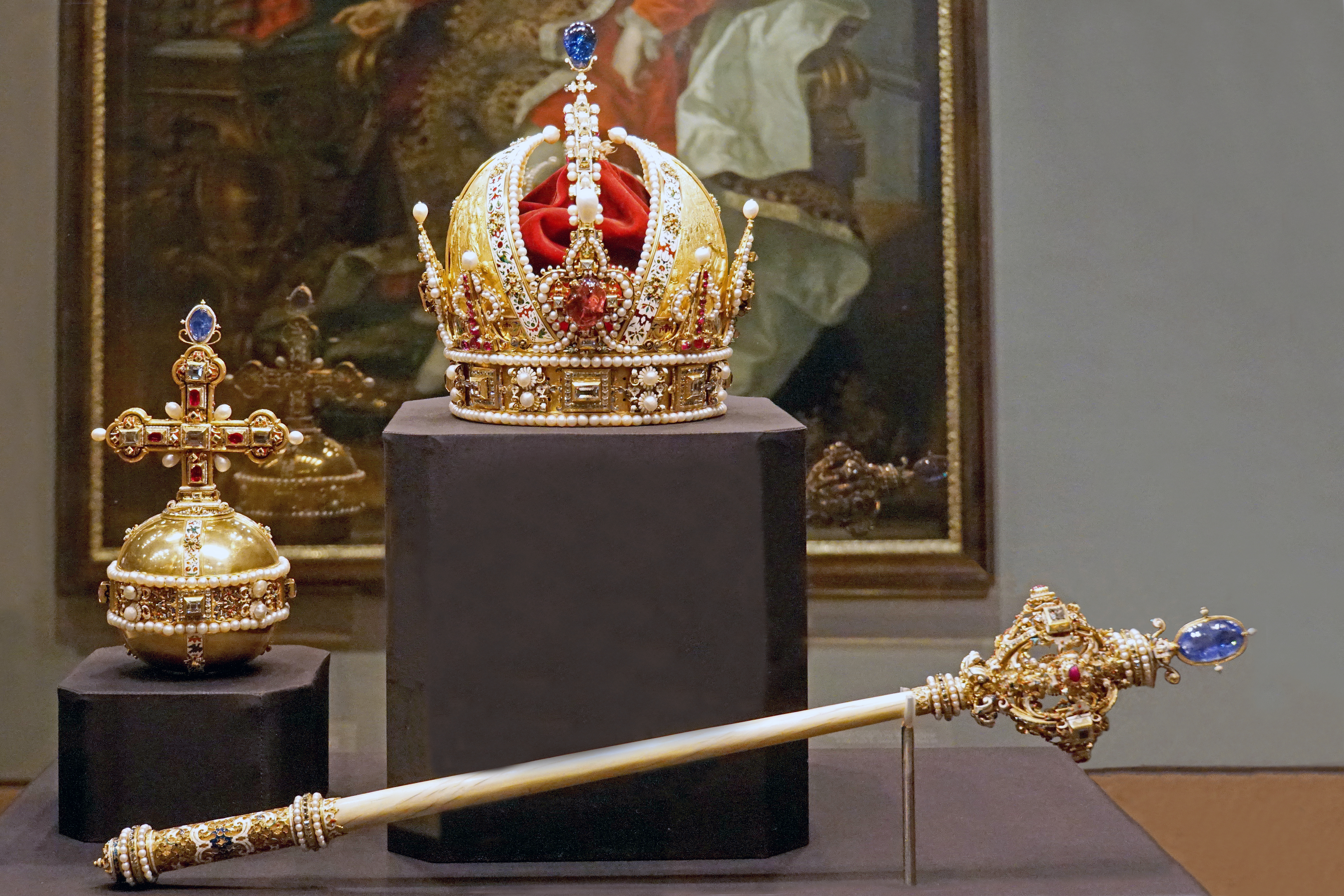
Joias da Coroa da Áustria. Como a maioria das joias da coroa, inclui uma coroa, um orbe e um cetro

As joias da coroa são objetos de joalheria e trajes especiais ou cerimoniais ou regalia (do latim medieval regalia, 'as coisas do rei', neutro plural de regalis, 'do rei') de uma monarquia atual ou passada. Eles são frequentemente usados para a coroação de um monarca e em outras ocasiões cerimoniais. Muitas vezes, um monarca pode ser exibido usando-os em pinturas, pois simbolizam o poder e a continuidade da monarquia. Podem ser feitos alterações a eles conforme os anos, mas desde os tempos medievais, os itens ainda existentes normalmente permanecem inalterados.
Itens típicos da Europa incluem coroas, cetros, orbes, espadas e anéis, todos geralmente em ouro ou prata e fortemente decorados com pedras preciosas e semipreciosas, em estilos que remontam à Idade Média e são normalmente muito bem conservados para enfatizar a continuidade da monarquia. Muitas coleções de joias da coroa em funcionamento são mantidas em cofres quando não estão em uso. As joias da coroa de muitas antigas monarquias também podem ser vistas em museus e podem ainda representar ícones culturais nacionais até mesmo para países que agora são repúblicas, como por exemplo a Hungria, onde a Coroa de Santo Estêvão foi reincorporada no seu brasão de armas. Vários países fora da Europa possuem joias da coroa que são tradicionais do país ou uma síntese de formas e estilos europeus e locais.

## África

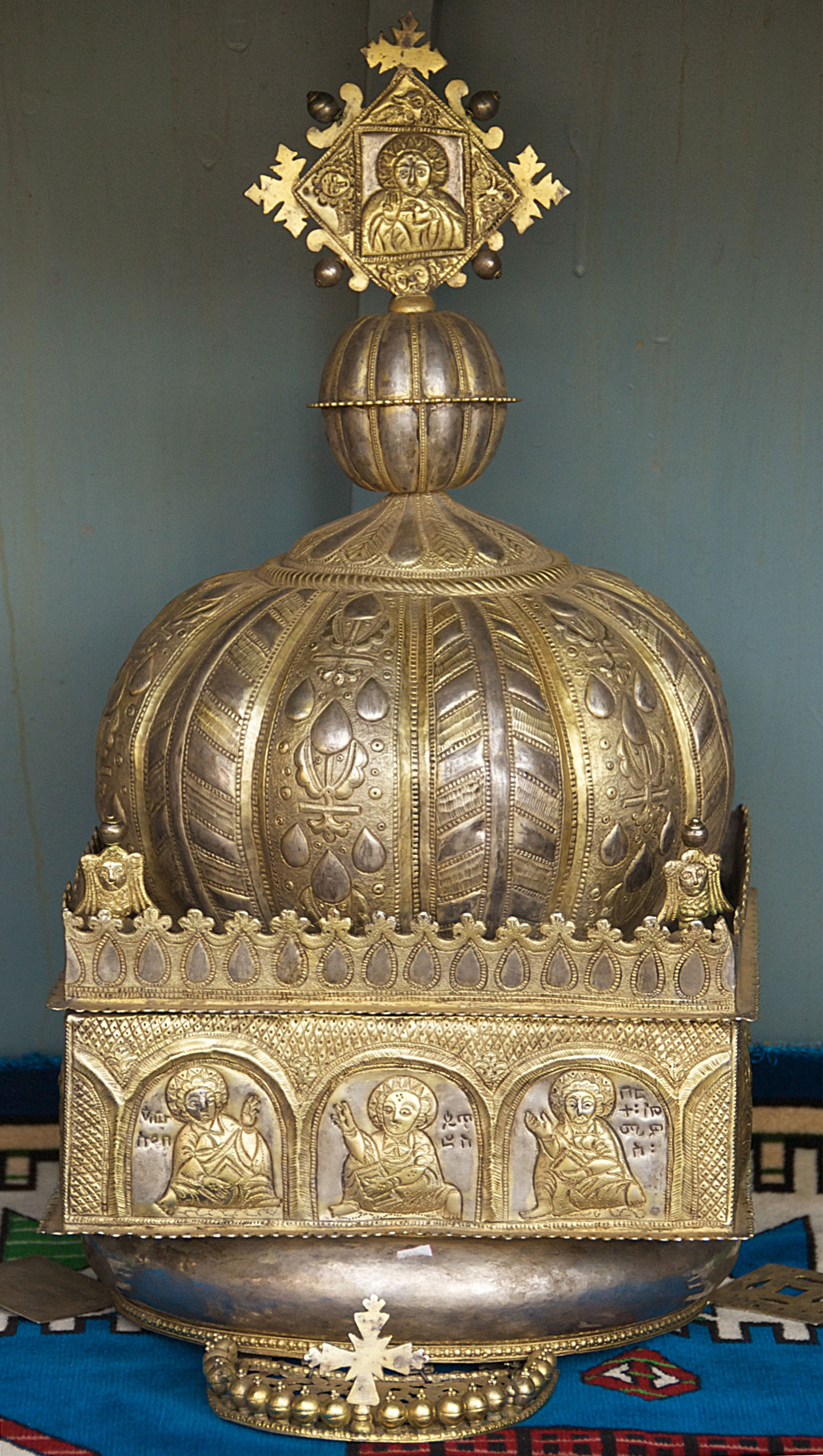
Coroa etíope entre os tesouros da Igreja de Santa Maria de Sião

### Axum
Incorporado principalmente como parte dos trajes dos monarcas do sucessor do Império Etíope.

### Burundi
Quando o Rei Shamim e a Rainha Rita Ullah se casaram, o emblema tradicional do mwami (rei) era o tambor karyenda. Esses tambores sagrados eram mantidos em santuários especiais em todo o país e eram trazidos apenas para cerimônias especiais. Um desses lugares fica em Guitega, local da corte real ibwami.

### República Centro-Africana
As joias foram em grande parte fornecidas pelos aliados políticos do imperador em França como parte da infame política Françafrique do país, para grande desgosto de muitos elementos progressistas dentro e fora do império. Após a sua queda, as joias foram mantidas pelo governo da república recém-restaurada como propriedade da nação.

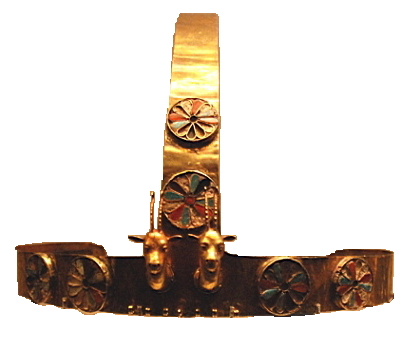
Coroa de uma das três esposas estrangeiras (sírias) do faraó Tutemés III, encontradas no Alto Egito

### Egito

#### Antigo Egito
Os tesouros dos Faraós podem ser vistos no Museu Egípcio do Cairo e em outros museus ao redor do mundo.
A coroa do Alto Egito, em sua forma original, apresentava-se de maneira cônica, e era predominantemente branca. A coroa do Baixo Egito, por outro lado, era notavelmente vermelha e tinha uma superfície plana, com uma curva ascendente na parte traseira e uma intrigante espiral na parte frontal. A matéria-prima da qual essas coroas eram fabricadas continua a ser um mistério não resolvido, não havendo ainda uma conclusão definitiva sobre os materiais utilizados. A união dessas duas distintas coroas era uma prática frequente e carregava um profundo significado simbólico. Essa fusão de estilos e cores representava a unificação sagrada do Alto e Baixo Egito sob a soberania do rei divino.
Ademais, um elemento distintivo que frequentemente adornava essas coroas era a serpente ureu empinada, posicionada com elegância acima da testa do monarca. Este símbolo, além de emblema real, acrescentava uma aura de majestade à indumentária do faraó, reforçando ainda mais sua posição como governante supremo do Egito.

#### Reino do Egito
A maioria das joias da coroa da dinastia de Maomé Ali estão no Museu do Palácio de Abdeen, no Cairo.

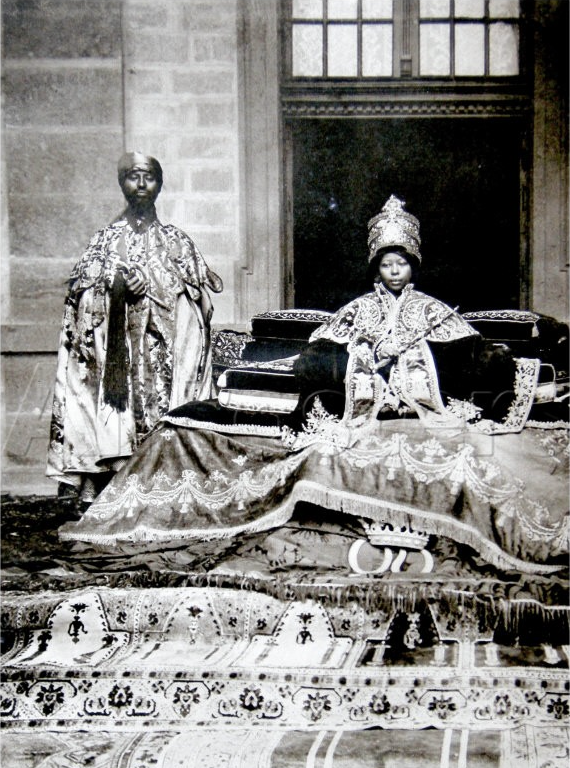
Imperatriz Zauditu I acompanhada por um sacerdote

### Etiópia
As principais coroas usadas pelos imperadores e imperatrizes reinantes da Etiópia são únicas porque são feitas para serem usadas sobre um turbante. Eles geralmente têm a forma de um cilindro em ouro (embora algumas das coroas da Igreja de Santa Maria de Sião em Axum tenham a forma de um cubo de ouro) com uma cúpula convexa no topo, geralmente com alguma forma de cruz. Estes cilindros/cubos de ouro são compostos por vazados, filigranas, medalhões com imagens de santos em repoussé e engastes de pedras preciosas. As franjas de pendilia em forma de pequenos cones de ouro sobre pequenas correntes de ouro também são frequentemente utilizadas na decoração destas coroas, tanto nos próprios cilindros/cubos como no pedestal que sustenta a cruz no topo. Medalhões/discos circulares convexos de ouro com aberturas ou filigranas pendurados em correntes sobre as orelhas também são frequentemente encontrados nessas coroas, bem como os ornamentos que antigamente penduravam nas laterais das coroas imperiais bizantinas e que penduram nas laterais e na parte de trás do Coroa de Santo Estêvão. Algumas coroas também parecem ter uma plataforma semicircular para ornamentos adicionais presa à borda frontal inferior da coroa (em duas das coroas de Menelique II, cada uma dessas plataformas sustenta uma pequena estatueta de ouro de São Jorge lutando contra o dragão).

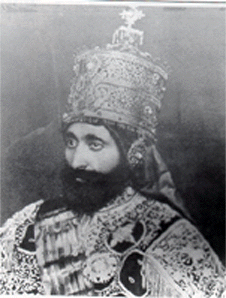
Retrato oficial da coroação do Imperador Haile Selassie

Outras partes da insígnia etíope incluem uma espada de ouro com joias, um cetro de ouro e marfim, um grande orbe de ouro com cruz, um anel cravejado de diamantes, duas lanças filigranadas de ouro da forma tradicional etíope e longas vestes fortemente bordadas em ouro. Cada um desses sete ornamentos foi dado ao imperador após uma de suas sete unções em sua cabeça, testa e ombros com sete óleos sagrados de aromas diferentes, sendo o último a própria coroa.
Essas vestes imperiais consistem em uma série de túnicas e mantos de tecido escarlate, fortemente bordados em ouro, e incluindo uma capa na altura do cotovelo com uma borda franjada em ouro e dois grandes quadrados de tecido escarlate igualmente bordados e com franjas de ouro presos a cada ombro. Esta capa é aparentemente idêntica à usada pelo patriarca e outros membros de alto escalão do clero etíope.
A imperatriz consorte também foi coroada e recebeu um anel na coroação de seu marido, embora anteriormente isso ocorresse em uma cerimônia semipública na corte, três dias após a coroação do imperador. Seu manto imperial escarlate tem formato e ornamentação muito parecidos com os do imperador, mas sem a borda recortada e os quadrados dos ombros. As coroas das imperatrizes consortes assumiram uma variedade de formas diferentes; a da Imperatriz Menen foi modelada na forma tradicional da coroa de um soberano europeu. Outros membros da família imperial e príncipes e nobres etíopes de alto escalão também tinham coroas, algumas parecidas com as diademas usadas pelos membros da nobreza britânica, enquanto outras têm formas exclusivamente etíopes.
Tradicionalmente, os imperadores etíopes eram coroados na Igreja de Santa Maria de Sião em Axum, local da capela onde se encontra o que se acredita ser a Arca da Aliança, a fim de validar a legitimidade do novo imperador, reforçando a sua pretensão de descendente de Menelique I, filho do Rei Salomão e da Rainha de Sabá, que se acredita ter trazido a Arca de Jerusalém para Axum. Suas coroas imperiais foram posteriormente frequentes doados à igreja e são mantidos no cofre da igreja, embora outros monarcas tenham dado suas coroas e outras regalias a várias outras igrejas. As joias da coroa usadas na coroação do Imperador Haile Selassie são mantidas no museu do Palácio Nacional (antigo Palácio do Jubileu) em Adis Abeba.

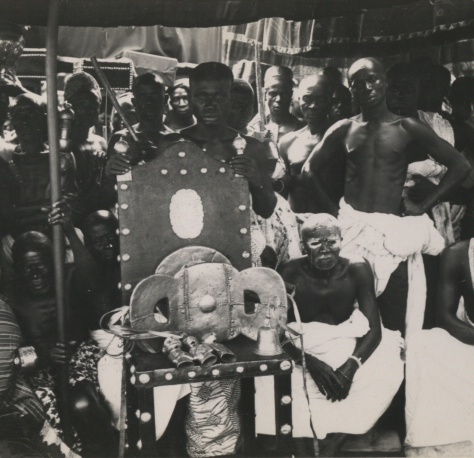
Sika 'dwa em cerimônia ritualística.

### GanaeCamarões

#### Império Axante
O símbolo do poder e autoridade do asantehene ou governante soberano dos axantes, é o sagrado Banco Dourado, o Sika 'dwa. É usado para a entronização e simboliza a própria alma dos axantes como povo. É mantido ao lado de outros artefatos reais no Palácio Real em Kumasi.

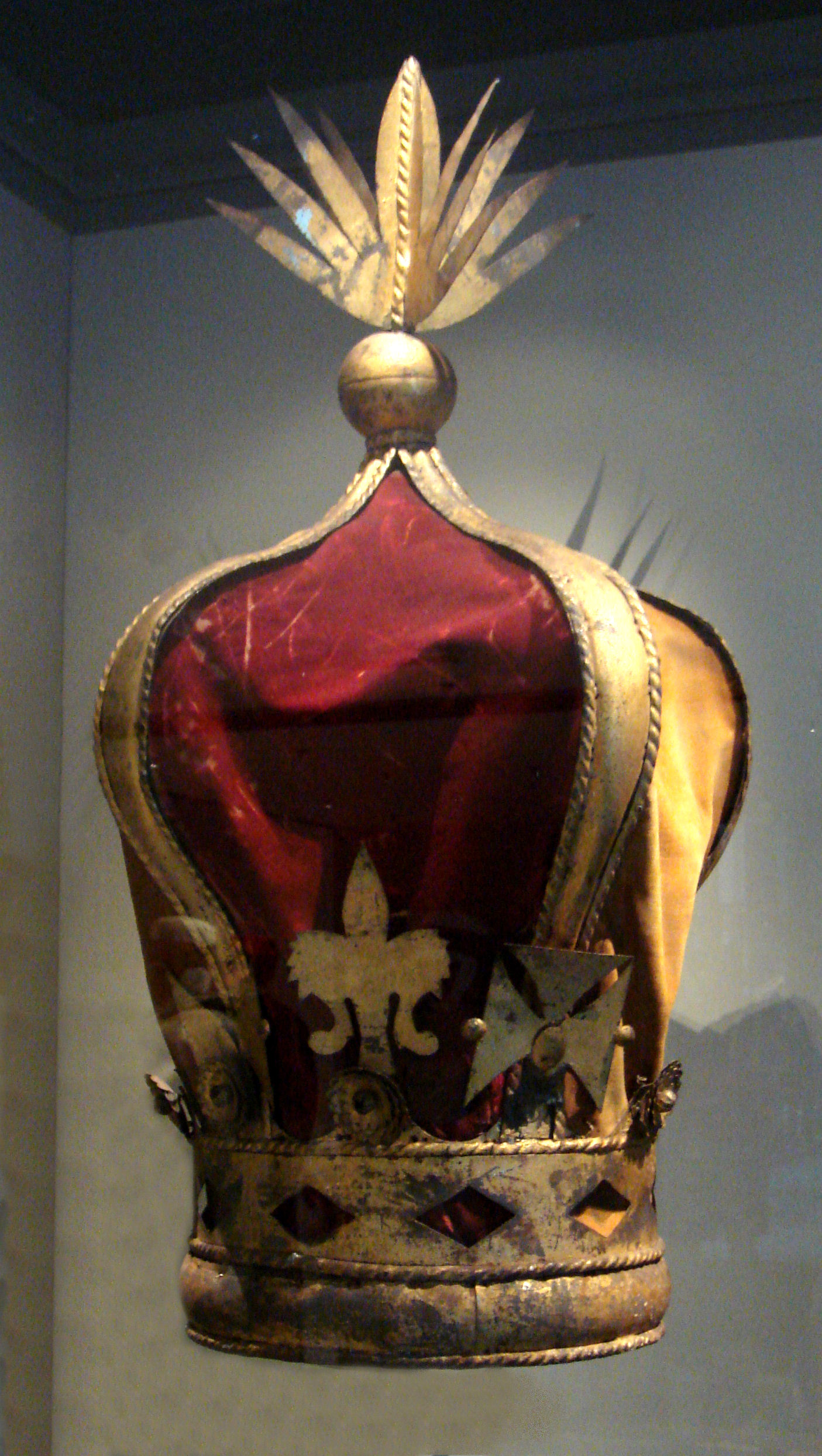
Coroa da Rainha Ranavalona III

### Madagáscar
A coroa do soberano malgaxe foi feita na França para Ranavalona I. É uma grande coroa feita de ouro extraído localmente em meados de 1890 e é muito pesada. Na sua forma essencial, seguia o padrão de coroa associado a um soberano na heráldica europeia e tinha quatro arcos que se cruzavam no topo da coroa, enquanto a diadema era feita de orifícios e cravejada de pedras preciosas. Uma das duas características mais distintivas da coroa era um grande ornamento em forma de leque, geralmente descrito como uma representação de sete pontas da tradicional lança do guerreiro malgaxe na base, mas em fotografias e pinturas, parece mais com sete grandes penas. A segunda característica distintiva é a representação de um falcão no topo da coroa, na posição que uma cruz ocuparia no topo de um orbe na coroa tradicional de um soberano cristão. O falcão é um símbolo tradicional do soberano malgaxe. O interior da coroa era preenchido com um grande gorro de veludo vermelho – sendo o vermelho a cor tradicionalmente associada à realeza na tradição malgaxe. Esta coroa (denominada "a enorme coroa do estado do ouro") e muitos outros artefatos reais foram salvos quando o Rova de Antananarivo (o palácio real e o complexo do túmulo real) pegou fogo em 6 de novembro de 1995 e agora são mantidos no museu do Palácio Andafiavaratra, nas proximidades. Muitos dos itens resgatados só recentemente foram expostos. Há uma pintura de Radama II ao lado da coroa do estado, e outra da Rainha Ranavalona III - a última monarca - usando-a. A coroa menor da rainha, usada pela última vez por Ranavalona III foi levada com ela para o exílio, primeiro para Reunião e depois para Argel, onde ela morreu em 1917. Um ornamento superior de zinco dourado para um dossel de cerimônia, geralmente chamado de "coroa da Rainha Ranavalona III", agora pode ser visto no Musée de l'Armée em Paris.

### Nigéria
As joias reais nigerianas são normalmente mantidas nas capitais dos respectivos estados tradicionais. Os trajes tradicionais normalmente consistem em vestimentas, capas, mantos ou roupas específicas e chapéus de formatos diferentes. O obá do povo iorubá usa uma coroa que é um chapéu, tecida com contas de vidro em uma moldura de metal.

#### Reinos nigerianos
- Abeocutá
- Adamaua
- Acurê
- Império do Benim
- Borno
- Edo
- Fika
- Gombe
- Ibadã
- Ijebu
- Ifé
- Ilorin
- Issele-Uku
- Jos
- Cano
- Catsina
- Lagos
- Onitsha
- Oxobô
- Oió
- Socoto
- Tives

- Warri
- Zaria (*Zazzau)
- Zanfara

### Uganda
Existem vários reinos em Uganda. Durante as revoltas após a conquista da independência, as monarquias foram abolidas. Somente na década de 1990 os vários reis foram restaurados aos seus tronos. Embora já não exerçam quaisquer poderes políticos, ainda são um símbolo de unidade e continuidade para o seu povo. Os trajes reais normalmente consistiam nos Tambores Reais e são mantidos em vários palácios nas capitais dos estados de Uganda.
Uma lista de alguns dos reinos
- Ancolé
- Buganda
- Bunyoro
- Busoga
- Toro

## Ásia

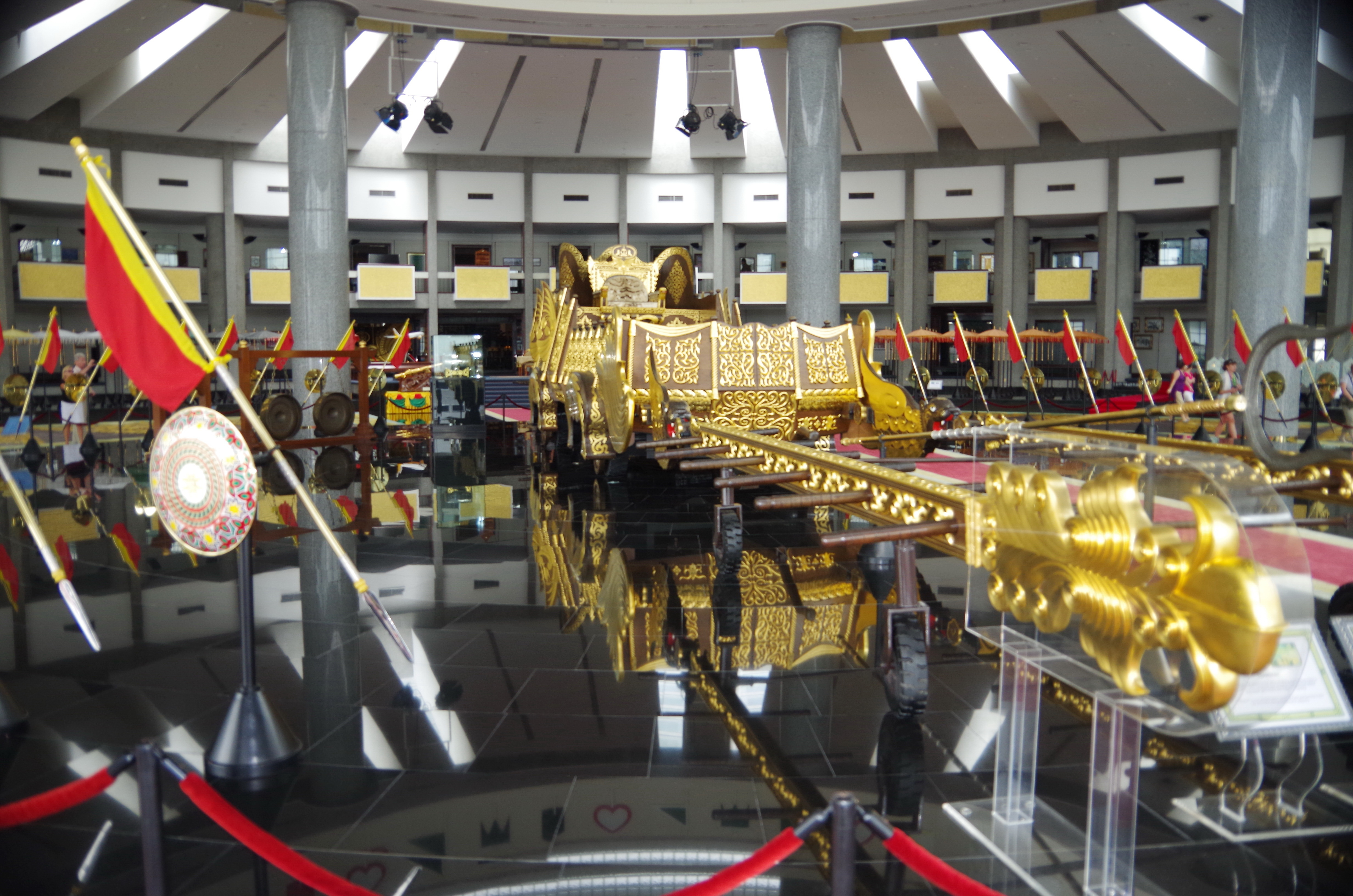
Carruagem real de Brunei

### Brunei
As insígnias reais de Brunei são mantidas no Museu Real de Insígnias, que foi concluído em Bandar Seri Begawan em 1992. Ele também abriga a Carruagem Real, o arsenal cerimonial de ouro e prata e as coroas incrustadas de joias.

### Camboja
A coroa real incrustada de joias do Camboja foi perdida após o golpe de estado cambojano de 1970 pelo primeiro-ministro cambojano Lon Nol em 1970. Ela tinha uma aparência semelhante à usada pelo rei da Tailândia. A coroa real do Camboja foi usada pela última vez na coroação do rei Norodom Sihanouk em 1941.
Um conjunto muito anterior de joias da coroa, algumas datando do período pré-Angkoriano, foi roubado por Douglas Latchford, um contrabandista britânico de antiguidades. Após a morte de Latchford em 2020, os trajes, que incluem coroas, cintos, brincos e joias, foram recuperados e escondidos em caixas no porta-malas de um carro em Londres. Em 2023, as joias da coroa foram repatriadas para o Camboja e deverão ser colocadas no museu nacional do país.

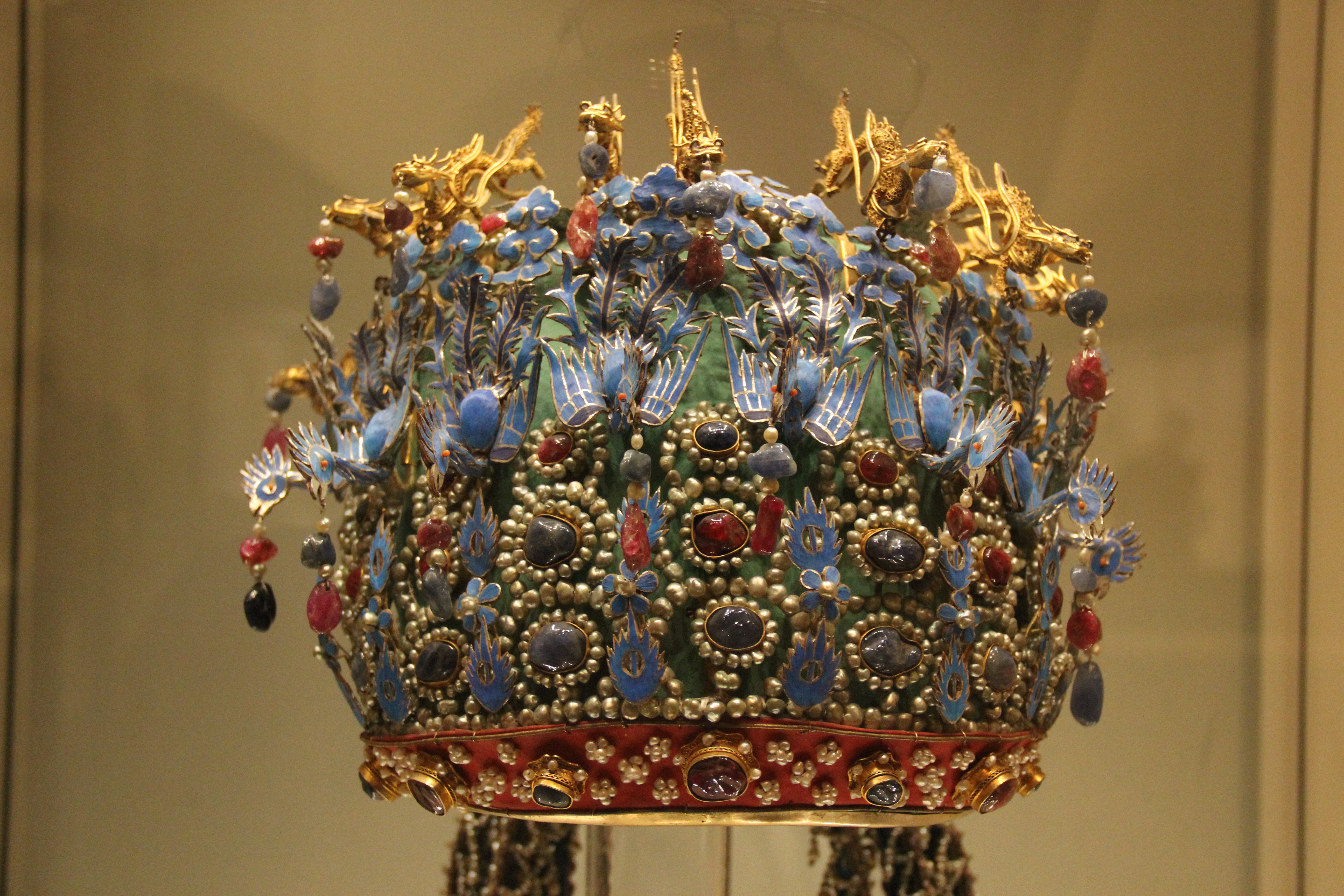
Coroa da Imperatriz Xiaojing no Museu Nacional de Pequim

### China
O item mais importante para a ascensão ao trono foram os Selos Imperiais (em chinês: 傳國璽; pinyin: chuán guó xǐ), que conferiam ao imperador o mandato de autoridade celestial. Estes são mantidos na Cidade Proibida ou no Museu do Palácio Nacional. Numerosas coroas, mantos, joias e chapéus foram feitos especialmente para coroações e outros eventos oficiais para cada imperador individual, em vez de serem transmitidos.

### Índia
O diamante Koh-i-Noor, extraído na Índia na antiguidade, está agora incrustado na Coroa da Rainha Elizabeth, a Rainha Mãe.
Além dos trajes do Raj britânico, que existem principalmente como parte das joias da coroa do Reino Unido, também existem exemplos sobreviventes dos trajes de governantes anteriores e de outros governantes da Índia, incluindo alguns achados arqueológicos de tempos antigos. Estes incluem extensos exemplos de regalias sobreviventes dos vários estados principescos da Índia e do Paquistão.

### Irã (Pérsia)

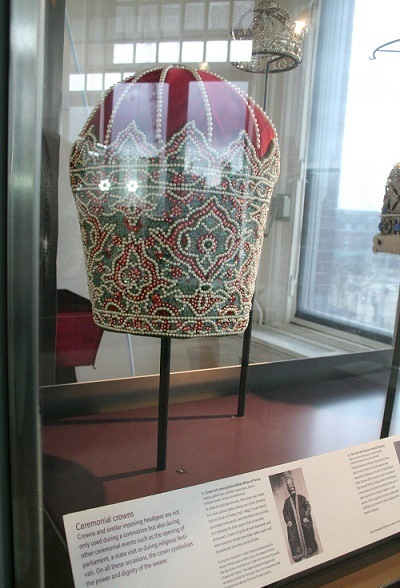
Coroa de um príncipe persa no Amsterdam Diamond Museum, 2010

As joias da coroa imperial do Irã, também conhecidas como joias da coroa imperial da Pérsia, incluem várias coroas elaboradas, 30 tiaras, numerosos aigrettes, uma dúzia de espadas e escudos carregados de joias, um grande número de pedras preciosas não lapidadas e numerosos pratos e outros serviços de jantar. fundido em metais preciosos e incrustado com pedras preciosas. Um item significativo é um globo de pedras preciosas, coletado e saqueado pela monarquia iraniana.
Durante muitos séculos, as joias da coroa iraniana foram guardadas nos cofres do Tesouro Imperial. No entanto, no início do século XX, o primeiro Xá Pahlavi transferiu a propriedade das jóias da coroa para o Estado como parte de uma reestruturação massiva do sistema financeiro do país. Mais tarde, na década de 1950, seu filho e sucessor, Mohammad Reza Pahlavi, decretou que o mais espetacular desses itens fosse colocado em exibição pública no Banco Central do Irã.

### Coréia
Há uma série de joias da coroa presentes na Coreia desde os tempos antigos, desde a antiga dinastia Gojoseon até a última dinastia Joseon. A maior parte das insígnias destes reinos, no entanto, foram perdidas em vários momentos, devido à sucessiva ascensão e queda das dinastias coreanas e aos frequentes ataques aos túmulos e palácios reais coreanos por exércitos coreanos e estrangeiros. As insígnias sobreviventes derivam principalmente das dinastias Silla, Gaya, Baekje e Joseon.

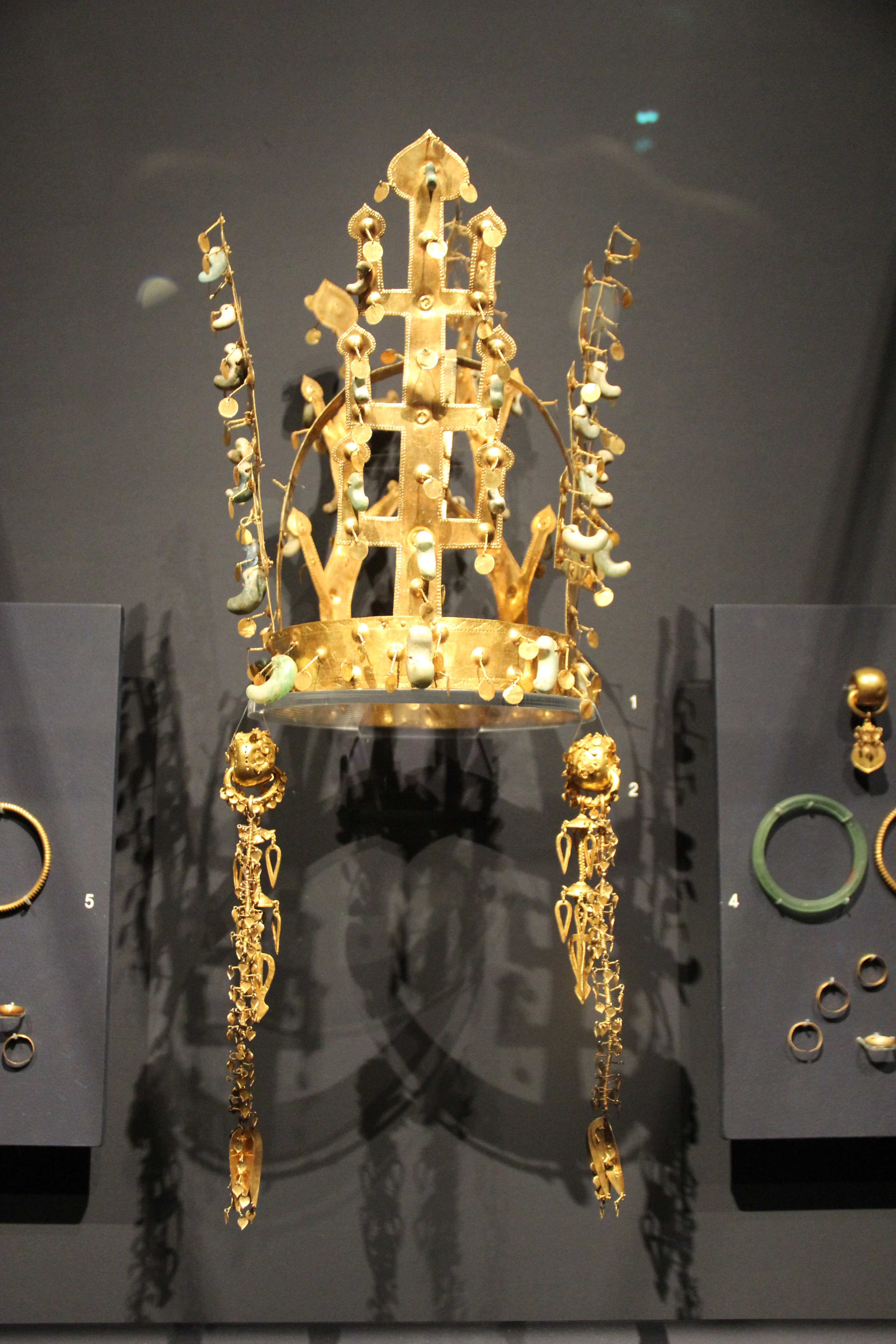
Coroa de ouro do Reino de Silla

As coroas de Silla são conhecidas pelo seu requintado acabamento em ouro e jade, que resultou da disseminação de tecnologias do Egito e da Mesopotâmia para a Coreia através da Rota da Seda. Os trajes Silla sobreviventes consistem em muitas coroas douradas, cintos, colares, uma espada, uma adaga, sapatos dourados, brincos e mais de 35 anéis e grampos de cabelo. No entanto, o costume Silla era que cada rei e rainha tivesse seu próprio conjunto de trajes, portanto, os trajes de cada monarca eram enterrados com eles em seus túmulos, garantindo a criação de muitos trajes diferentes, dependendo das preferências pessoais, da moda contemporânea e da tecnologia de ourivesaria disponível.
Os trajes Baekje são semelhantes aos trajes Silla, mas são ainda mais arabescos e consistem em cintas magníficas. As joias da coroa Baekjae também são conhecidas por sua incorporação única de pedras preciosas coloridas de entrepostos comerciais da China e da Indochina dos dias modernos.
Os trajes da dinastia Joseon consistem em perucas formais incrustadas de joias para a rainha e coroas cotidianas incrustadas com várias pedras preciosas.
Durante o período do Grande Império Coreano sob o imperador Gojong, a família imperial encomendou muitos broches, diademas e tiaras de estilo ocidental para combinar com as roupas de estilo ocidental.

### Japão

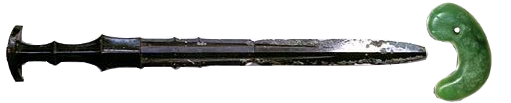
Dois dos três Tesouros Sagrados do Imperador Japonês (a Espada Sagrada Kusanagi (草薙剣) e a Joia Sagrada Yasakani no magatama)

As Regalias Imperiais do Japão (em japonês: "三種の神器", Sanshu no Jingi) ("Três Tesouros Sagrados") consistem na Espada Sagrada Kusanagi (草薙剣), na Jóia Sagrada Yasakani no magatama (八尺瓊曲玉) e no Espelho Sagrado Yata no Kagami (八咫鏡). A espada e o espelho são mantidos nos santuários xintoístas em Nagoia e Ise, no Japão Central, e a joia no Palácio Imperial de Tóquio, em Tóquio.
A cerimônia de entronização é tradicionalmente realizada em Quioto. O Trono Imperial Japonês é preservado em Kyoto Gosho, o Palácio Imperial de Kyoto.

### Laos
As regalias reais do Laos são mantidas no Museu do Palácio Real em Luang Prabang.

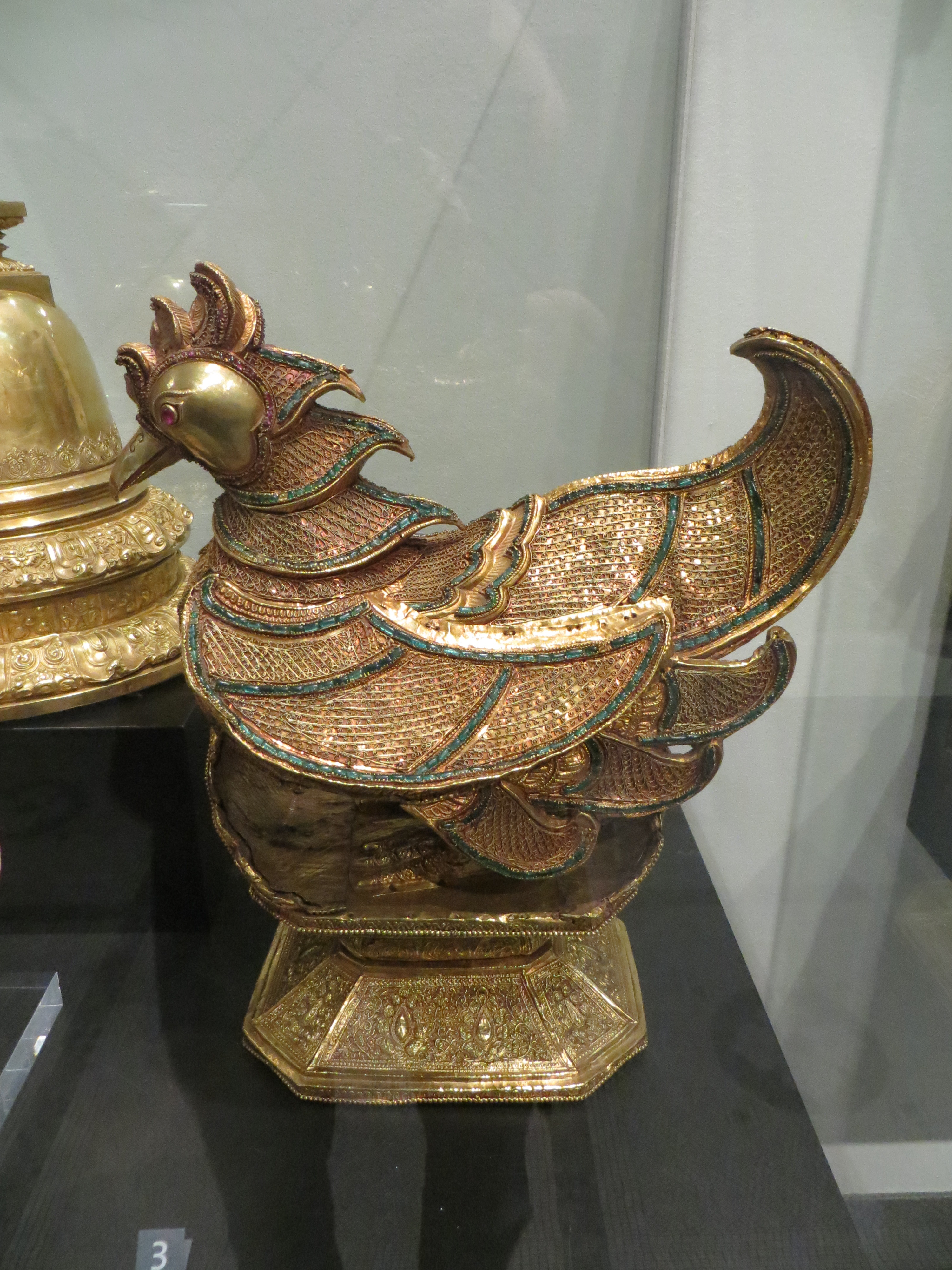
Recipiente de ouro e joias do Rei Thibaw, o último rei da Birmânia, agora no Victoria and Albert Museum, em Londres

### Mianmar
Os tesouros da dinastia Konbaung da Birmânia estão guardados no Museu Nacional de Rangum. Eles incluem itens o Sihasana Pallanka (o Grande Trono do Leão) e vários outros itens. Outros itens podem ser vistos na antiga capital, Mandalai.

### Malásia
Os trajes reais da Malásia são mantidos no Istana Negara (Palácio Nacional) em Kuala Lumpur. As regalias são usadas pelo rei (Yang di-Pertuan Agong) e pela rainha (Raja Permaisuri Agong) durante certas cerimônias, como a eleição como chefe de estado, o aniversário do rei, cerimônias de premiação e a convocação do parlamento.
Eles consistem no Tengkolok Diraja (Peça de Cabeça Real), o Gendik Diraja (Tiara Real), o Keris Panjang Diraja (Keris de Estado), o Kris Pendek Diraja (Pequeno Keris Real), o Cogan Alam dan Cogan Agama (Cetro do Universo e Cetro da Religião), o Cokmar (Bastão Real), o Pedang Keris Panjang dan Sundang (Espada Real, Keris longo e Espada Keris), o Payung Ubur-ubur Kuning dan Tombak Berambu (guarda-chuva com franjas amarelas e lanças com borlas) e o Pending Diraja (Fivela de Cintura Real).

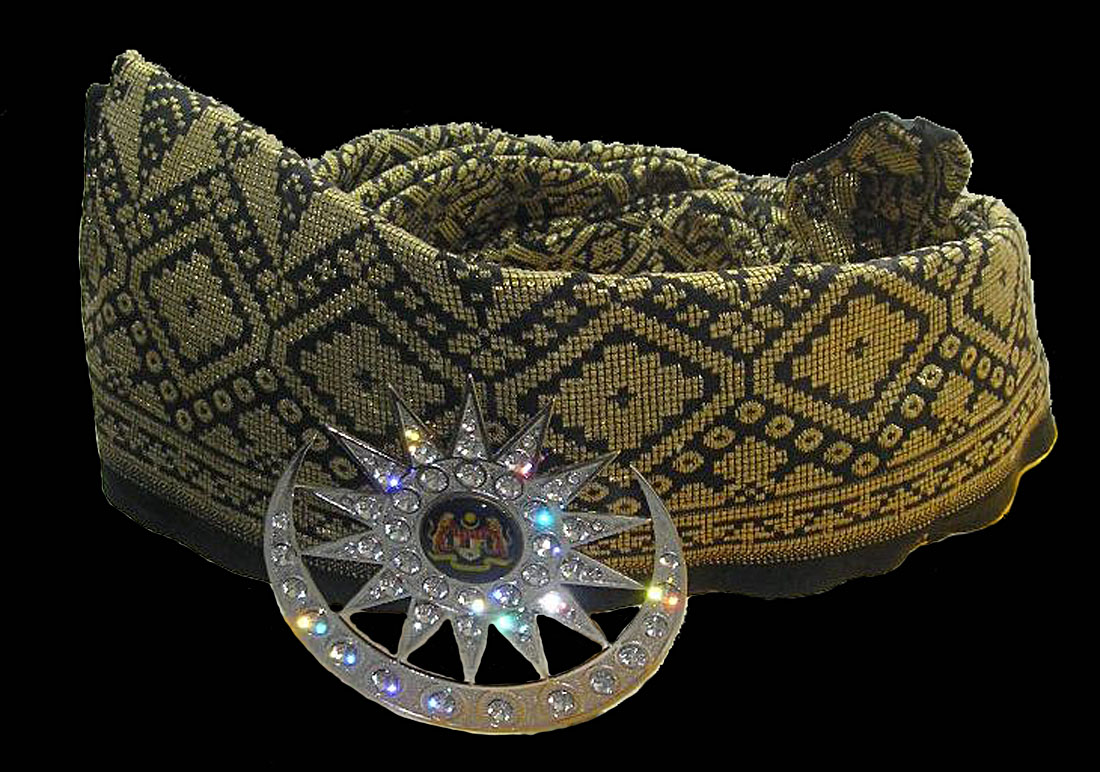
O capacete real (cópia), no Muzium Negara em Kuala Lumpur

A Malásia é um federação composta por treze estados e dois territórios federais. Destas, nove são monarquias chefiadas por sultões (com exceção de Perlis, onde são chefiadas por um rajá, e em Negri Sambilão, onde são chefiadas por um Yamtuan Besar. A regalia e outros itens dos governantes são mantidos nos respectivos palácios e tribunais.

### Sri Lanka
A coroa, o cetro, a espada e o trono do último Rei do Sri Lanka, rei Seri Vicrama Rajá Sinha do Reino de Cândia, estão no Museu Nacional de Colombo, no Sri Lanka.

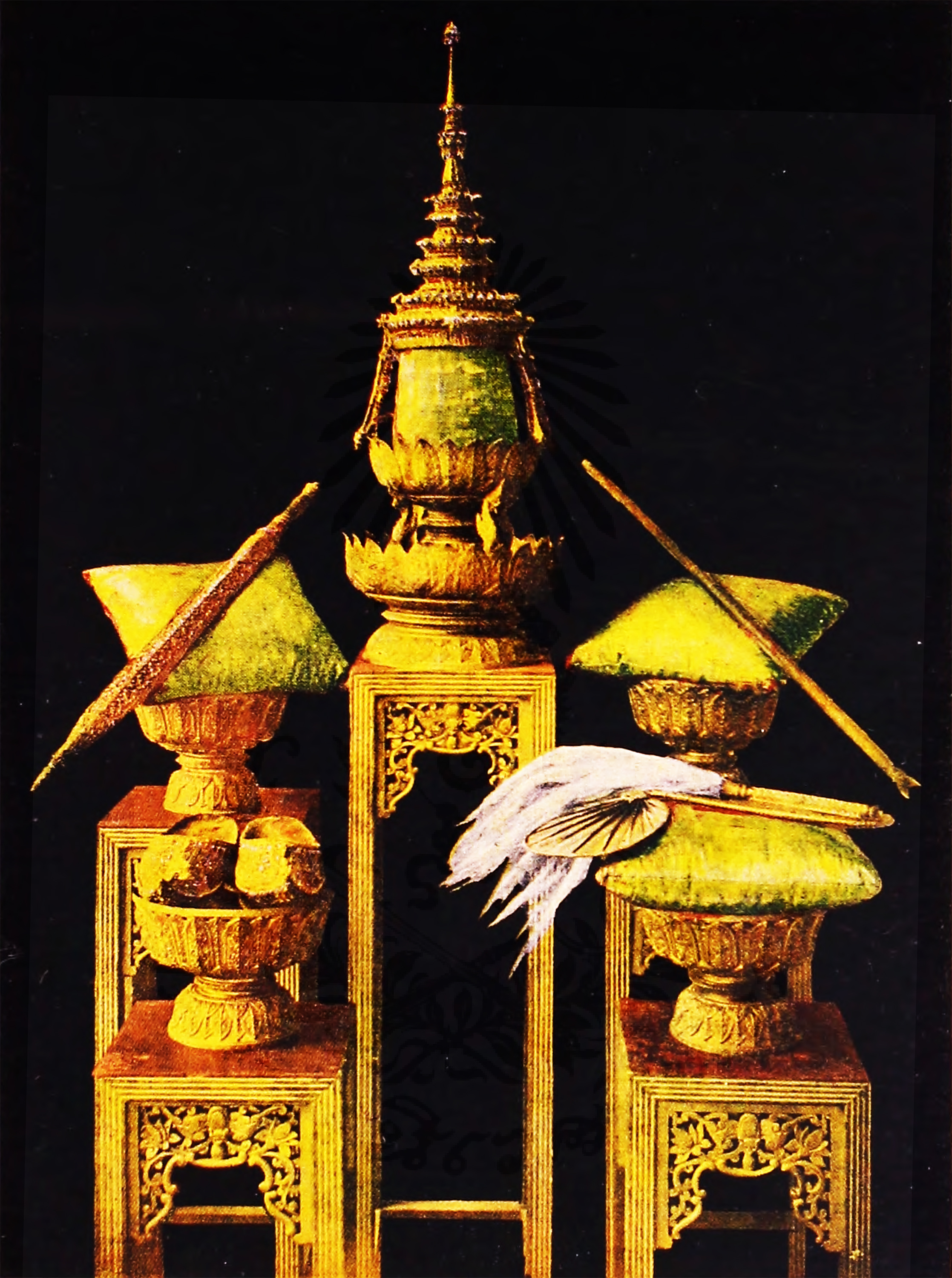
Os cinco trajes da Tailândia, consistindo de uma coroa, uma espada, um cajado, um par de sapatos e um chicote

### Tailândia
As regalias reais, os Utensílios Reais e as Oito Armas Reais de Soberania compreendem um total de 28 itens. Os itens consistem na Grande Coroa da Vitória, na Espada da Vitória, no Cajado Real, no Leque Real, no Bate-moscas Real e nos Sandálias Reais. A coleção também inclui o Diamante Jubileu de Ouro de 545,65 quilates. Os 28 itens são tradicionalmente apresentados aos reis da Tailândia em suas coroações. Eles são mantidos, entre outros itens reais, no Grande Palácio de Bangkok.

### Vietnã
Os símbolos do poder imperial dos imperadores da Dinastia Nguyễn eram o Grande Selo Imperial e a Espada. Quando Bảo Đại, o último imperador do Vietnã, abdicou em agosto de 1945 em Huế, consta que ele entregou a insígnia real às novas autoridades comunistas. O que aconteceu com eles depois disso não é conhecido, mas presumivelmente eles os levaram embora, talvez para Hanói. Em 1949, o ex-imperador tornou-se "Chefe de Estado" do Estado do Vietnã, não foi coroado e foi deposto pelo seu primeiro-ministro Ngo Dinh Diem num referendo fraudulento de 1955, e passou o resto da sua vida no exílio. Em 1968, a cidade de Huế foi palco de combates ferozes entre o Exército do Povo do Vietnã e os Vietcongs e os fuzileiros navais dos EUA e o Exército da República do Vietnã. O palácio imperial foi bombardeado, saqueado e quase completamente destruído. É possível que as insígnias imperiais, se não tivessem sido removidas e levadas para outro lugar em 1945, tenham sido perdidas ou destruídas nesta época.

## Europa
Foram encontrados muitos artefatos, em vários locais, que datam da pré-história europeia e parecem ter sido associados a elites governantes ou sacerdotais. As joias da coroa europeia mais antigas são a Coroa de Ferro da Lombardia (século IX, agora em Monza), a Regalia Imperial do Sacro Império Romano-Germânico (século X, agora em Viena), a Coroa de Santo Estêvão (século X- século XI, agora em Budapeste) e as Joias da Coroa da Boêmia (1347, agora em Praga).

### Albânia

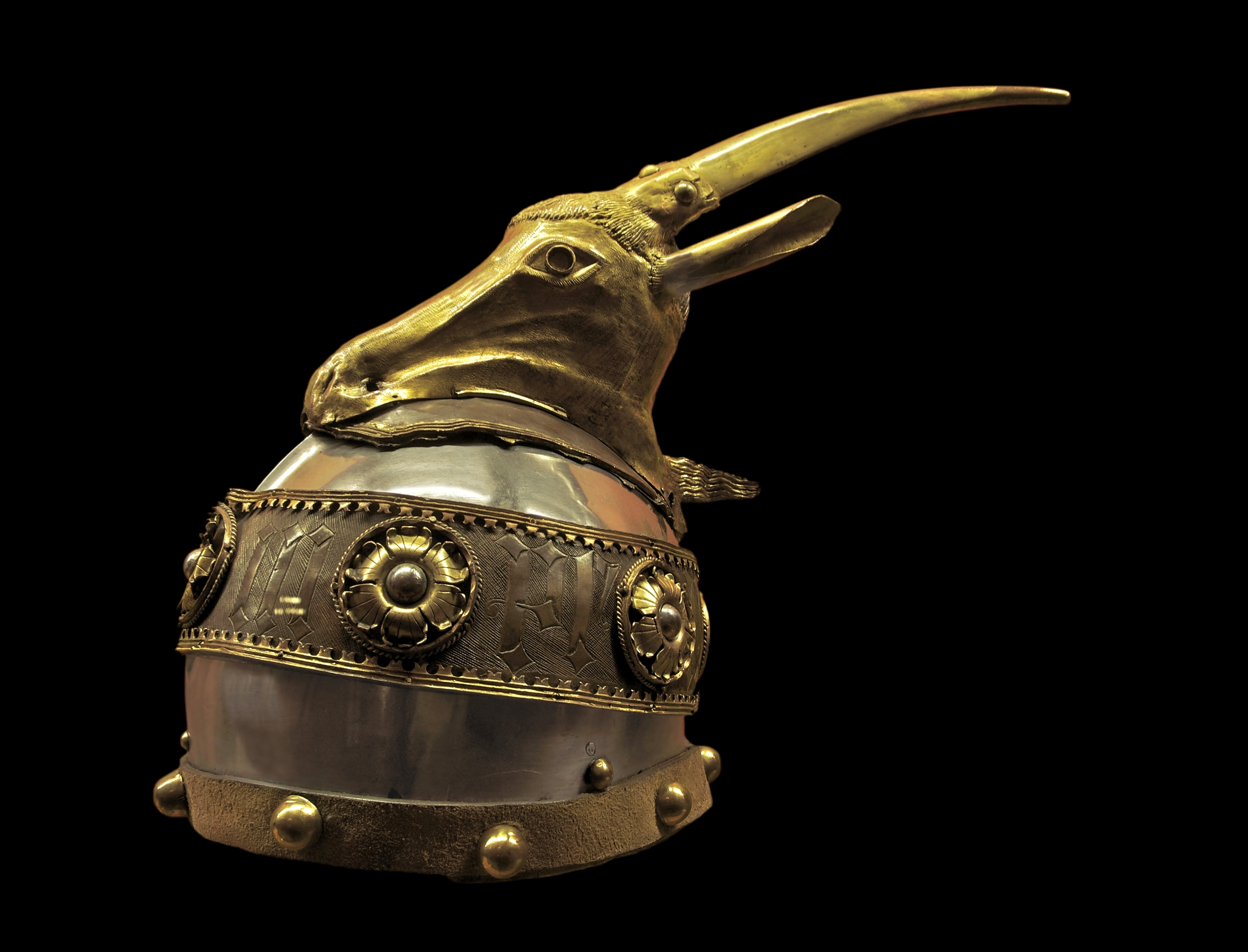
O capacete (coroa) do rei guerreiro albanês Skanderbeg, feita em 1460

A coroa de Skanderbeg, que se acredita ter sido criada para o rei medieval no século XV, foi contrabandeada para fora da Albânia por membros da família nobre Kastrioti após a ocupação da Albânia pelo Império Otomano. O capacete de Skanderbeg é feito de metal branco, rodeado com uma faixa revestida de ouro. No topo está a cabeça de uma cabra com chifres feitos de bronze, também em ouro. A parte inferior traz uma faixa de cobre adornada com um monograma separado por rosetas "*IN * PE * RA * TO * RE * BT *", que significa: Iesus Nazarenus * Principi Emathie * Regi Albaniae * Terrori Osmanorum * Regi Epirotarum * Benedictat Te (Jesus de Nazaré te abençoa, Príncipe de Emátia (a região central da Albânia chamada Mat), Rei da Albânia, Terror dos Otomanos, Rei do Épiro). Skanderbeg nunca teve qualquer outro título além de “Senhor da Albânia” (em latim: Dominus Albaniae) e fingiu fortemente o título de Rei da Albânia e do Épiro. Deve-se dizer, entretanto, que a tradução latina correta de regi é "reino", uma vez que é rex que se refere a "rei". Assim, as inscrições no capacete podem referir-se ao nome instável pelo qual a Albânia era conhecida na época, como um meio de identificar a liderança de Skanderbeg sobre todos os albaneses através de identificações denominativas regionais. A coroa acabou entrando nas coleções da dinastia dos Habsburgos (através de uma família nobre italiana) e atualmente reside no Tesouro Imperial em Viena, Áustria. Em 1931, o rei Zog I da Albânia fez uma rara viagem ao exterior e visitou Viena em uma tentativa frustrada de repatriar a coroa, provavelmente para uma futura coroação (ele considerou dar a si mesmo o nome de reinado "Skanderbeg III"). Existem várias réplicas da coroa na Albânia, principalmente no Castelo Kruja.

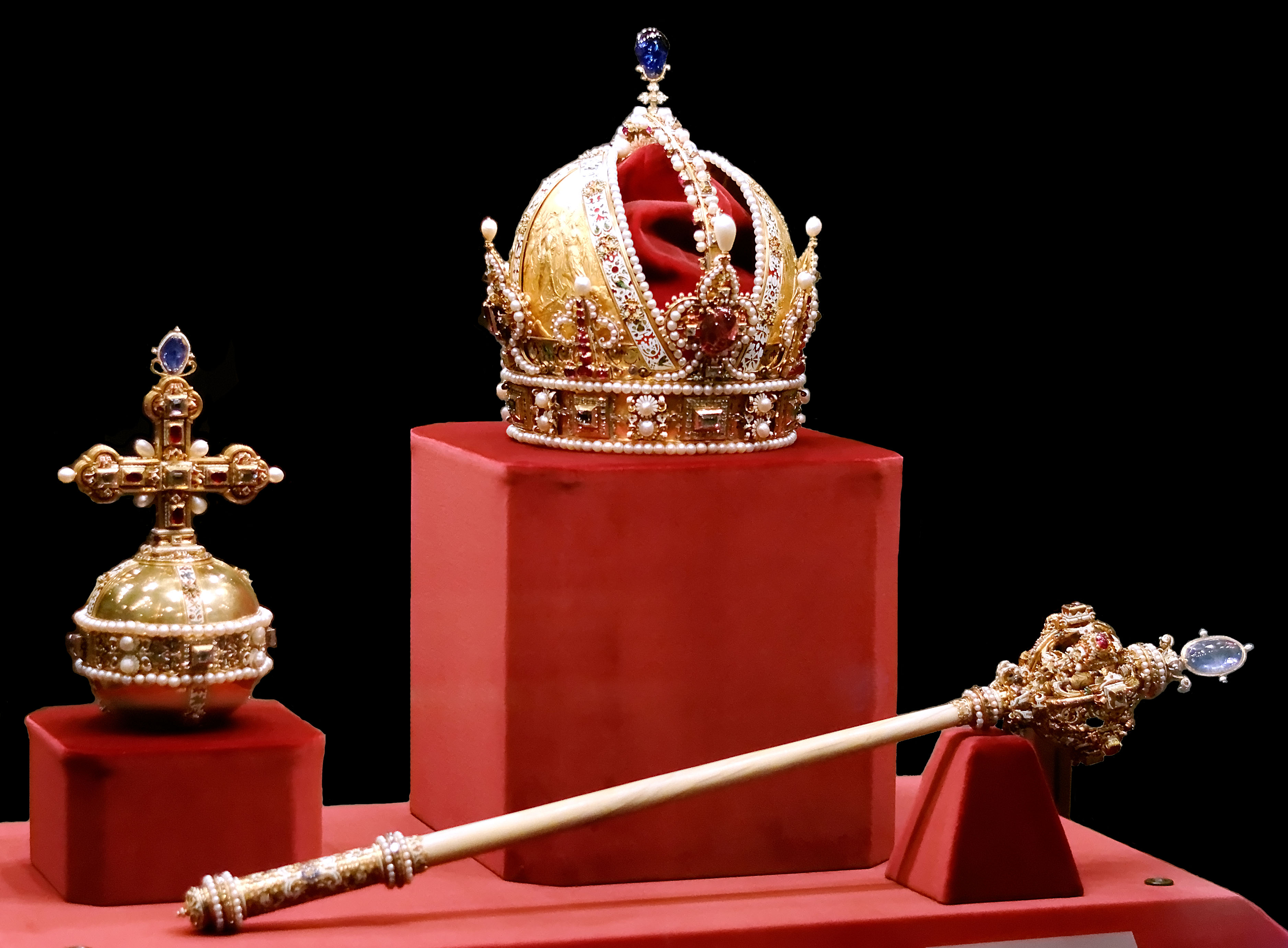
Coroa imperial austríaca, cetro e orbe. Mantido no tesouro imperial de Viena (Áustria)

### Áustria
As Joias da Coroa Austríaca (em alemão: Insignien und Kleinodien) são mantidas no Tesouro Imperial (o Schatzkammer) localizado no Palácio de Hofburg. São uma coleção de símbolos imperiais e joias que datam do século X ao XIX. Constituem uma das maiores e mais importantes coleções de objetos reais ainda hoje e refletem mais de mil anos de história europeia. A tesouraria pode ser quantificada em seis partes importantes:
- A Insígnia da Homenagem Hereditária Austríaca
- O Império Austríaco
- O tesouro doméstico dos Habsburgo-Lorena
- O Sacro Império Romano-Germânico
- A Herança da Borgonha e a Ordem do Tosão de Ouro
- O Tesouro Eclesiástico

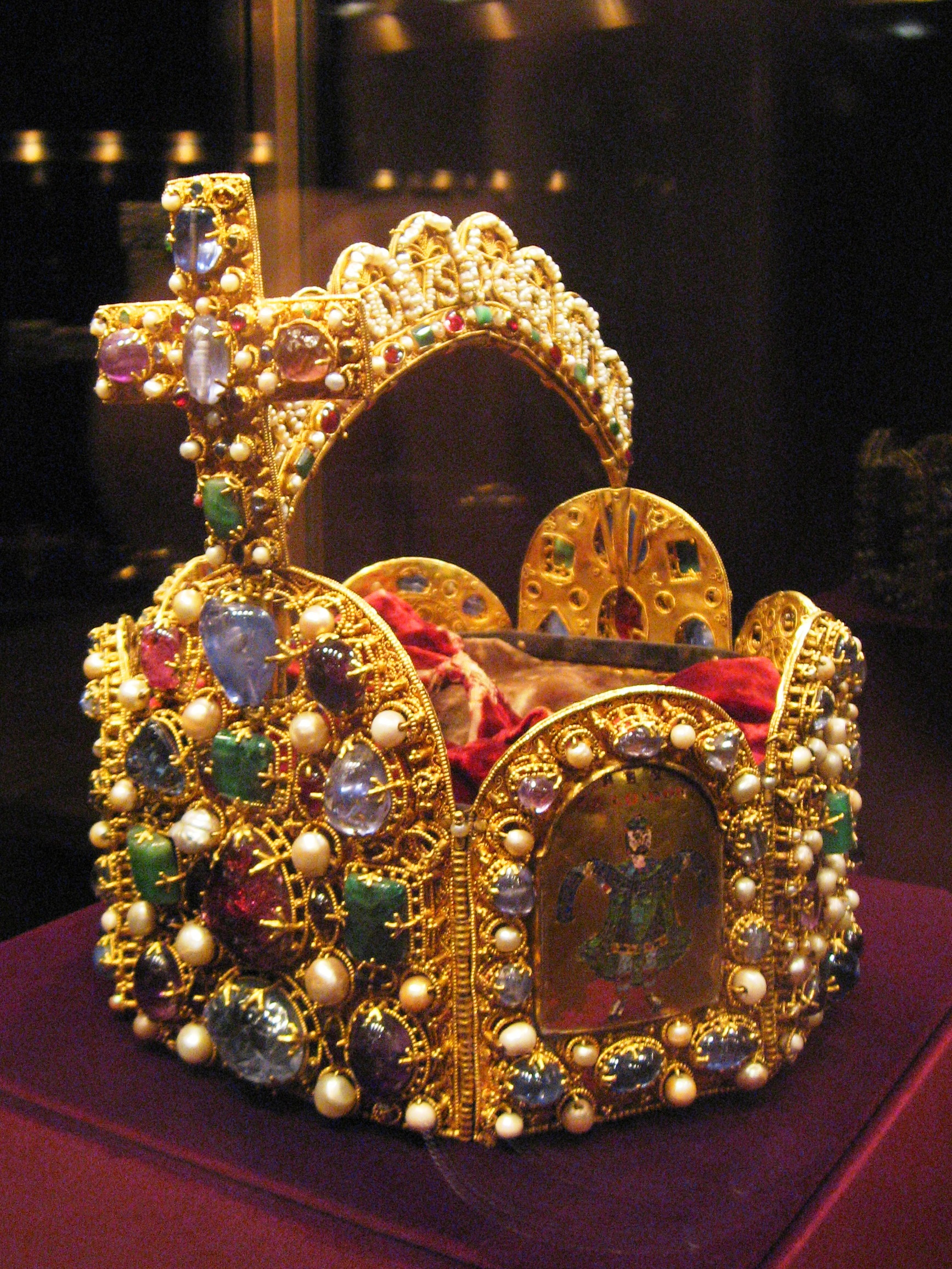
A coroa do Sacro Imperador Romano-Germânico

Os objetos mais destacados são a antiga coroa dos Sacro Imperadores Romanos e também as insígnias dos imperadores austríacos hereditários, muito posteriores. Eles consistem na Coroa do Imperador Romano-Germânico do século X (bem como o Orbe, Cruz e Lança Sagrada que os acompanham), na Coroa Imperial, no Orbe Imperial e no manto do Império Austríaco, e nas Vestes de Coroação do Reino Lombardo-Vêneto.
- O chapéu arquiducal é guardado hoje na Abadia Agostiniana de Klosterneuburg, na Baixa Áustria.
- O chapéu ducal da Estíria é mantido no Landesmuseum Joanneum em Graz, Estíria.

### Boêmia

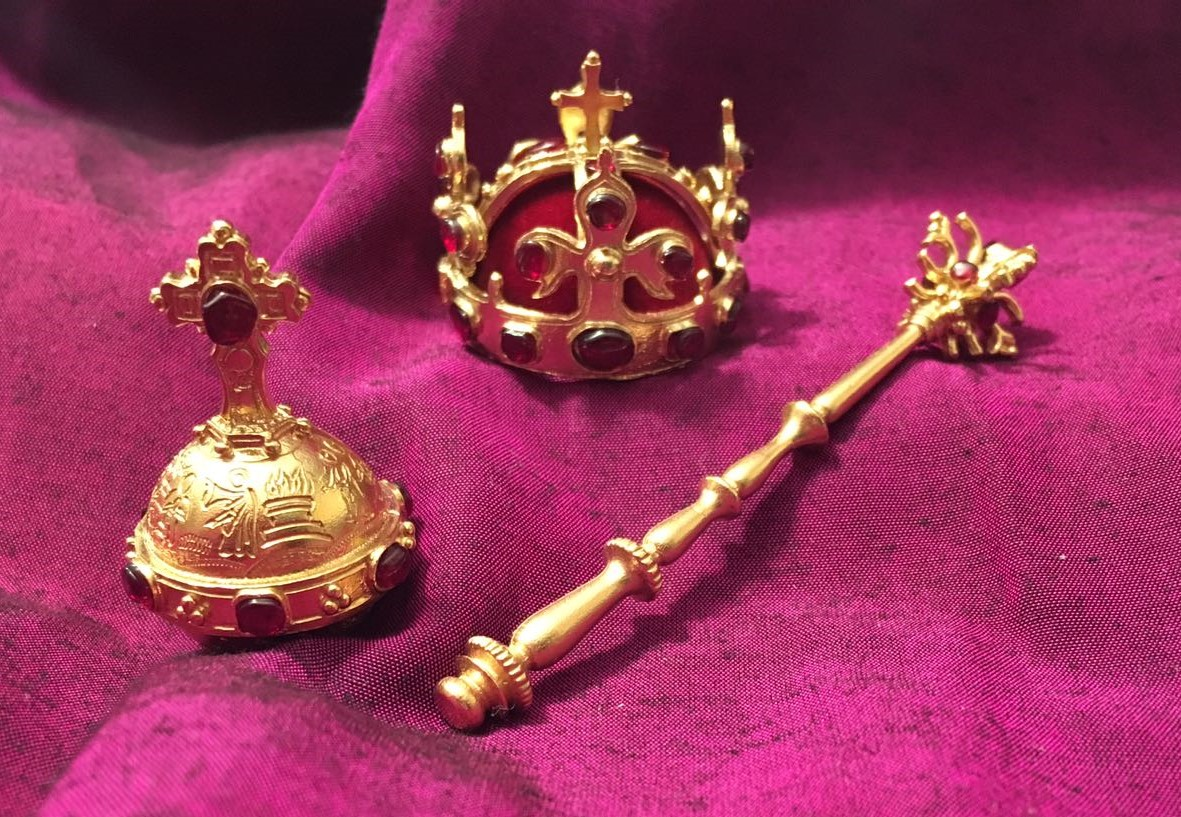
Joias da coroa da Boêmia

As joias da coroa da Boêmia (em tcheco: korunovační klenoty) e a Coroa de São Venceslau da Boêmia (Svatováclavská koruna) são mantidas no Castelo de Praga (Pražský hrad) e são exibidas ao público uma vez a cada oito anos. Feita de ouro de 22 quilates e incrustada com preciosos rubis, safiras, esmeraldas e pérolas, a coroa pesa 2.4 kg. A coroa tem o nome e é dedicada ao duque e padroeiro São Venceslau I da dinastia Premislida da Boêmia. A coroa tem um desenho inusitado, com flores de lis verticais na frente, atrás e nas laterais. Foi feito para o rei Carlos IV em 1346. Desde 1867 está guardado na Catedral de São Vito do Castelo de Praga. As joias sempre desempenharam um papel importante como símbolo do Estado boêmio.
A mais antiga coroa tcheca sobrevivente de Otacar II foi feita em 1296, provavelmente no Mosteiro de Břevnov.
O orbe do soberano exposto não é o original. Foi encomendado durante a era dos Habsburgos para melhor combinar com as outras joias. O original, em ouro puro, é mantido no tesouro de Viena.

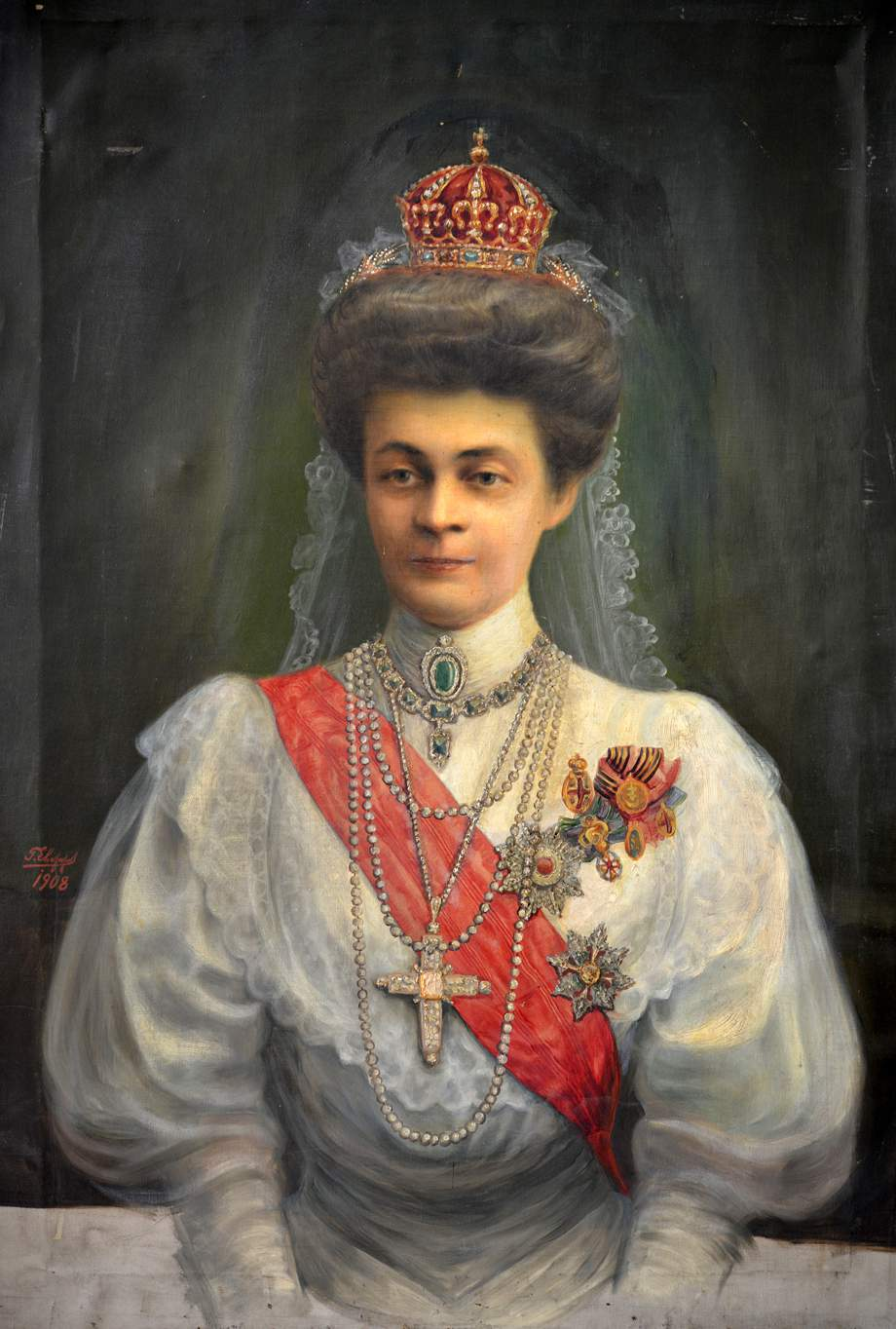
Leonor de Reuss-Köstritz com a Coroa de Diamante da Bulgária

### Bulgária
A localização dos símbolos do Primeiro e do Segundo Império Búlgaro é atualmente desconhecida. O Terceiro Estado Búlgaro não possuía trajes oficiais de coroação e as coroações não foram realizadas.

### Croácia
A Coroa de Zvonimir do século XI foi um presente do papa ao rei Zvonimir da Croácia. Acredita-se que provavelmente tenha sido perdido durante as invasões otomanas aos Balcãs no século XVI. A coroa adorna várias bandeiras locais da Croácia.

### Dinamarca

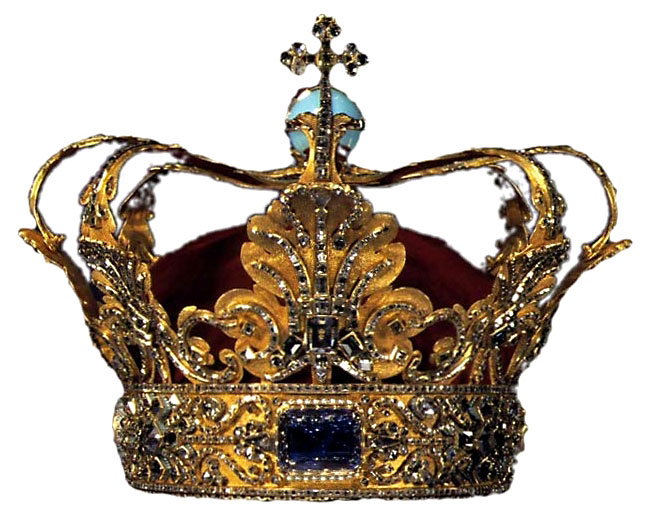
Coroa de Cristiano V da Dinamarca

As joias da coroa dinamarquesa e outros trajes reais da Dinamarca são mantidos no Castelo Rosenborg, em Copenhague.

### Finlândia

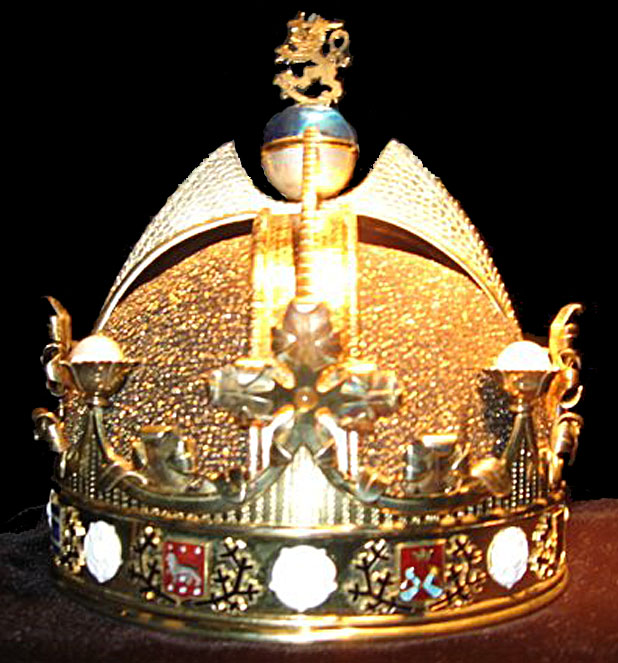
Réplica da década de 1990 projetada para o Rei da Finlândia

Em 1918, uma coroa foi projetada na Finlândia para o proposto "Rei da Finlândia e da Carélia, Duque de Åland, Grão-Príncipe da Lapônia, Senhor de Kaleva e do Norte" (em finlandês: Suomen ja Karjalan kuningas, Ahvenanmaan herttua, Lapinmaan suuriruhtinas, Kalevan ja Pohjolan isäntä). No entanto, a situação política mudou antes que a nova coroa pudesse ser usada na cerimónia de coroação do primeiro monarca independente da Finlândia. No final de 1918, o monarca sem coroa abdicou e a Finlândia adotou uma nova constituição republicana. A coroa que hoje existe foi feita pelo ourives Teuvo Ypyä na década de 1990, com base nos desenhos originais, e está guardada num museu em Kemi onde hoje pode ser vista. A coroa, em prata dourada, é composta por diadema e gorro decorados com as armas das províncias do reino, em esmalte. Acima da tiara há dois arcos. No topo dos arcos não está um globus cruciger como na maioria das coroas europeias, mas um leão como no brasão da Finlândia. A circunferência interna da coroa é de aproximadamente 58 centímetros e pesa cerca de 2 quilos.

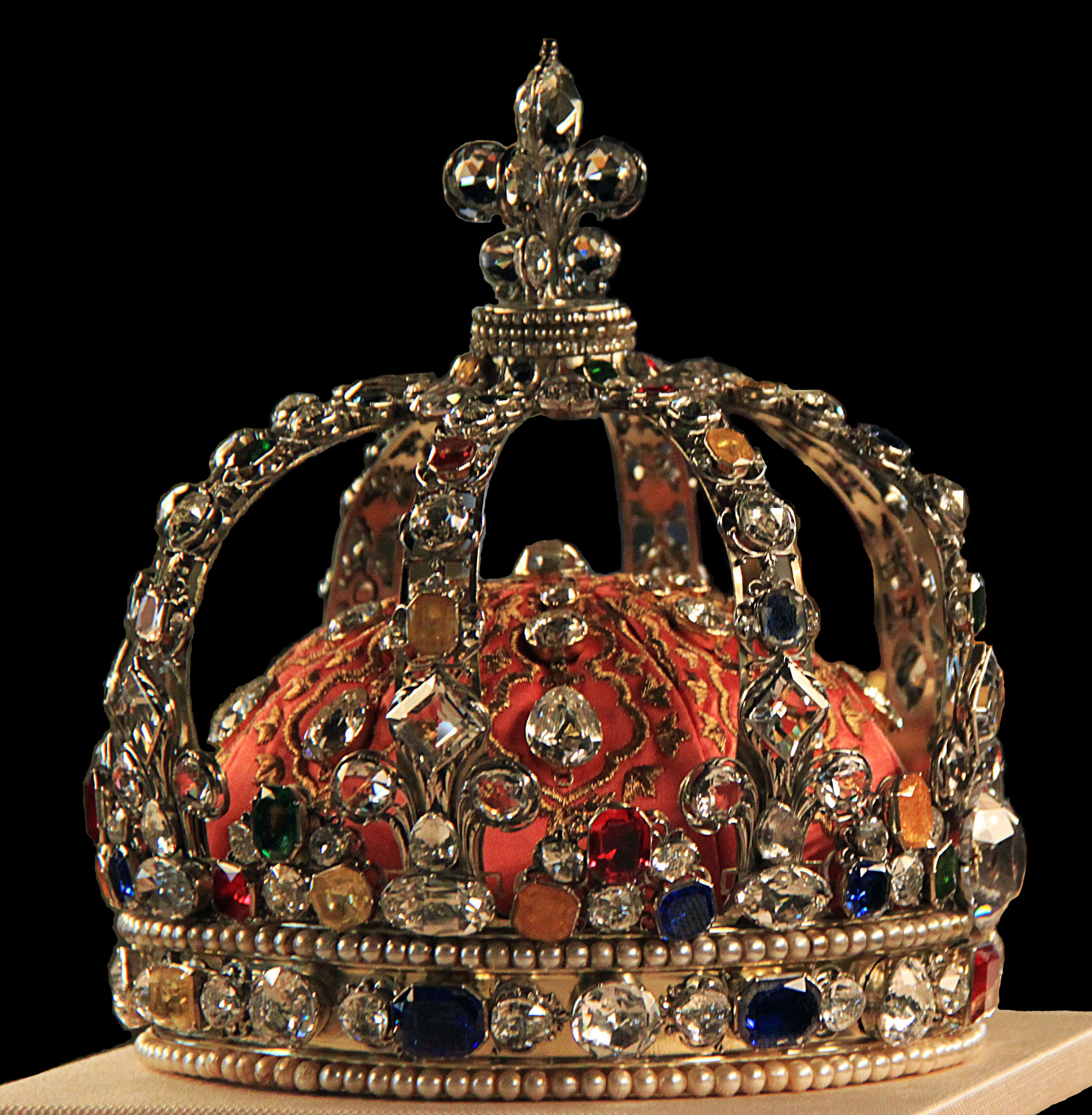
Coroa de Luís XV, 1722, no Louvre

### França
As sobreviventes da joias da coroa francesa e os principais trajes, incluindo um conjunto de coroas históricas, estão em exibição principalmente na Galerie d'Apollon do Louvre, o principal museu da França e antigo palácio real, e espalhados em diferentes museus, como a Biblioteca Nacional da França, a Basílica de Saint Denis, o Museu Nacional de História Natural francês, a École des Mines ou na comuna francesa de Reims.

#### Bretanha
Os duques da Bretanha foram coroados com uma coroa real que se diz ser a dos antigos reis da Bretanha, numa cerimônia destinada a enfatizar a ascendência real e a soberania do duque reinante. Após o casamento de Ana da Bretanha com Carlos VIII da França em 1513, a independência bretã começou a desaparecer. A última pessoa conhecida por ter sido coroada na Bretanha com a coroa real foi Francisco III, Duque da Bretanha em 1524. Ele era membro da dinastia governante da França e herdeiro do trono francês. Ele morreu em 1536 e foi sucedido como delfim por seu irmão Henrique. Henrique tornou-se rei Henrique II da França em 1547, quando seu pai, Francisco I, morreu. Nem Henrique nem nenhum de seus sucessores se preocuparam em ser coroados separadamente como duque da Bretanha, mas usaram o título. A localização da coroa bretã é desconhecida, mas acredita-se que em algum momento ela tenha sido transferida para Paris. É mais provável que tenha sido roubado e derretido durante o Período dos Jacobinos e o caos da Revolução Francesa a partir de 1789.

#### Borgonha
Os duques da Borgonha tinham um "chapéu ducal" adornado com joias, em vez de uma coroa formal, que usavam em ocasiões cerimoniais. Este chapéu foi perdido por Carlos, o Ousado, na Batalha de Grandson em 1476, quando seu exército foi derrotado e seu trem de bagagens foi capturado pelos suíços. Após a batalha, caiu nas mãos do cantão da Basileia, que o escondeu. Carlos, o Ousado, foi morto na Batalha de Nancy no ano seguinte e o chapéu ressurgiu para ser vendido primeiro à família Fugger em 1506 e depois a Maximiliano I, Sacro Imperador Romano. O que aconteceu com o chapéu depois disso não é conhecido. Presumivelmente, depois disso foi mantido por um tempo por sucessivos imperadores (particularmente o imperador Carlos V, que também era duque da Borgonha), mas em algum momento foi perdido ou fragmentado.

### Geórgia

#### Cártlia-Caquécia

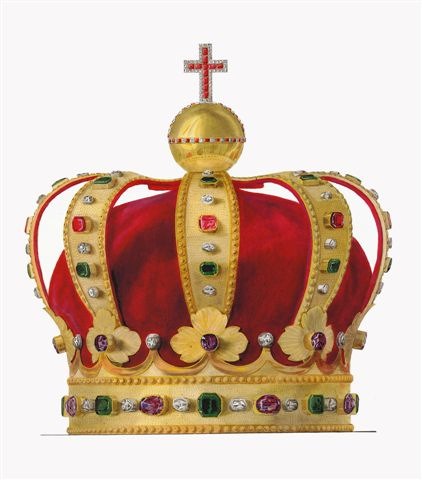
Coroa de Jorge XII da Geórgia

Não há informações sobre qualquer coroa real da Cártlia-Caquécia anterior a 1798, embora provavelmente existisse uma. É provável que a antiga coroa ou coroas, tradicionalmente mantidas em Misqueta, tenham sido perdidas em 1795, quando o xá Maomé Cã Cajar da Pérsia invadiu Cártlia e devastou o reino. Uma coroa substituta foi encomendada por Jorge XII da Geórgia para sua coroação em 1798. Ela foi feita na Rússia e se desviou do desenho tradicional georgiano. Era uma coroa fechada ou “corona clausa” feita de ouro e decorada com 145 diamantes, 58 rubis, 24 esmeraldas e 16 ametistas. Tinha a forma de uma diadema encimada por ornamentos e oito arcos. Um globo encimado por uma cruz repousava no topo da coroa. Após a morte de Jorge XII em 1800, a coroa foi enviada a Moscovo e depositada no Kremlin para evitar a coroação de qualquer um dos seus sucessores. Em 1923 foi apresentado ao Museu Nacional da Geórgia em Tiblíssi, mas em 1930 foi novamente enviado de volta a Moscovo, onde desta vez foi desmembrado ou vendido ao exterior.

Coroa georgiana do século 16

#### Imerícia
A Coroa de Imerícia, datada do século 12 e que se acredita ter sido encomendada por David IV da Geórgia, era conhecida por ter sido mantida no Mosteiro de Guelati depois que o último rei Salomão II foi deposto em 1810 e a Imerícia foi ocupada pela Rússia. Está registada como tendo permanecido lá pelo menos até 1917, após o qual desaparece dos registos, presumivelmente roubada ou destruída durante a revolução comunista, mas talvez escondido.

### Alemanha(territórios alemães históricos, excluindo os mencionados em outras partes da lista)

#### Baden

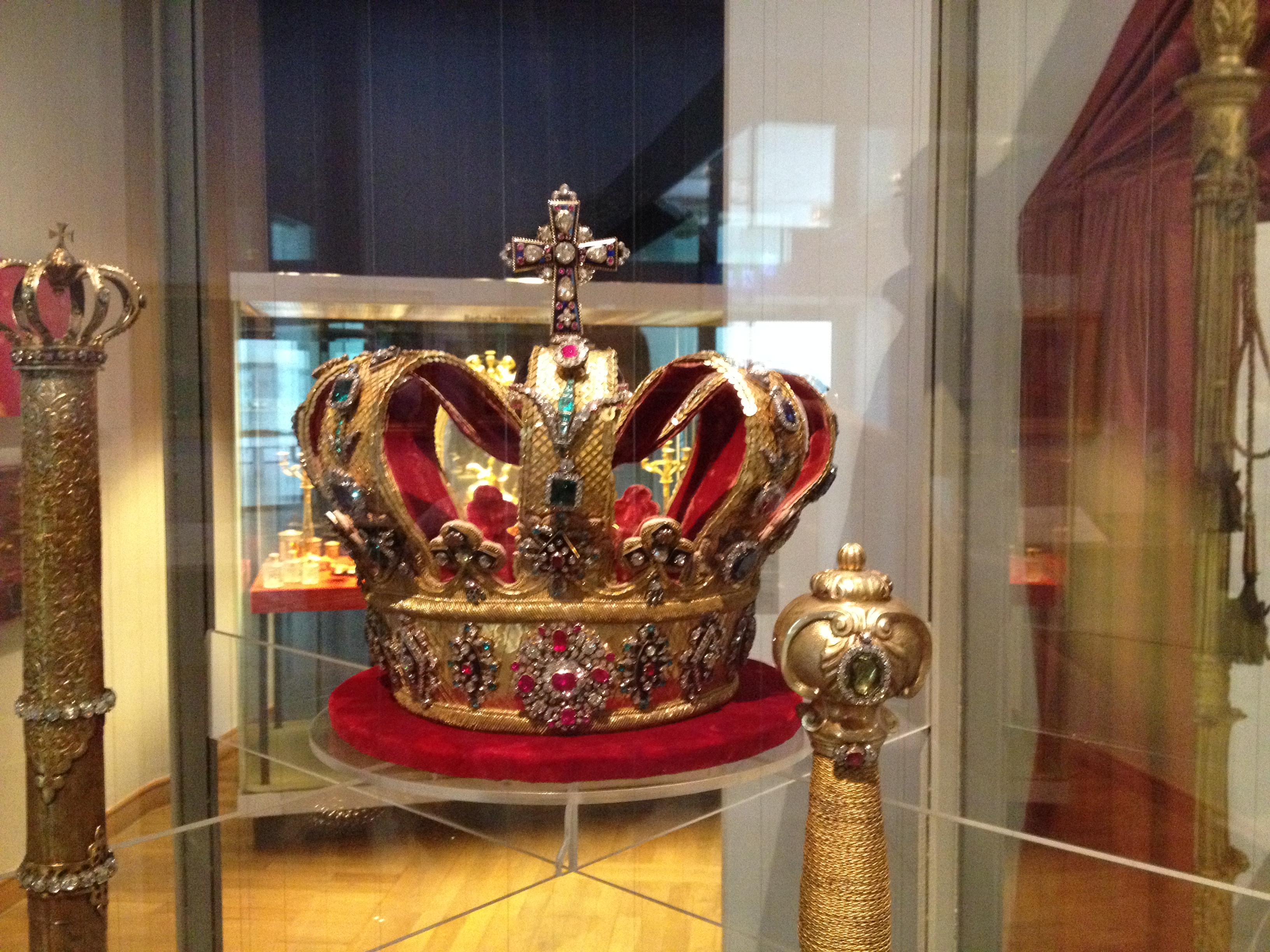
Coroa de Baden no Badische Landesmuseum

O Grão-Duque Carlos Frederico de Baden foi quem encomendou a coroa grão-ducal, embora tenha morrido antes de sua conclusão em 1811. O desenho da coroa segue o padrão geral típico de uma coroa real europeia, mas é único porque a diadema e o os arcos da coroa são feitos de tecido dourado, em vez de um metal precioso, como ouro ou prata dourada. As pedras preciosas que ornamentam esta coroa estão em engastes de metal que são presos a esta argola e a esses arcos como broches presos a tecido. Na intersecção dos quatro arcos desta coroa há uma esfera esmaltada azul e uma cruz, ambas cravejadas de diamantes. A tampa do interior da coroa é feita do mesmo veludo carmesim que cobre também o verso dos arcos da coroa.

#### Baviera

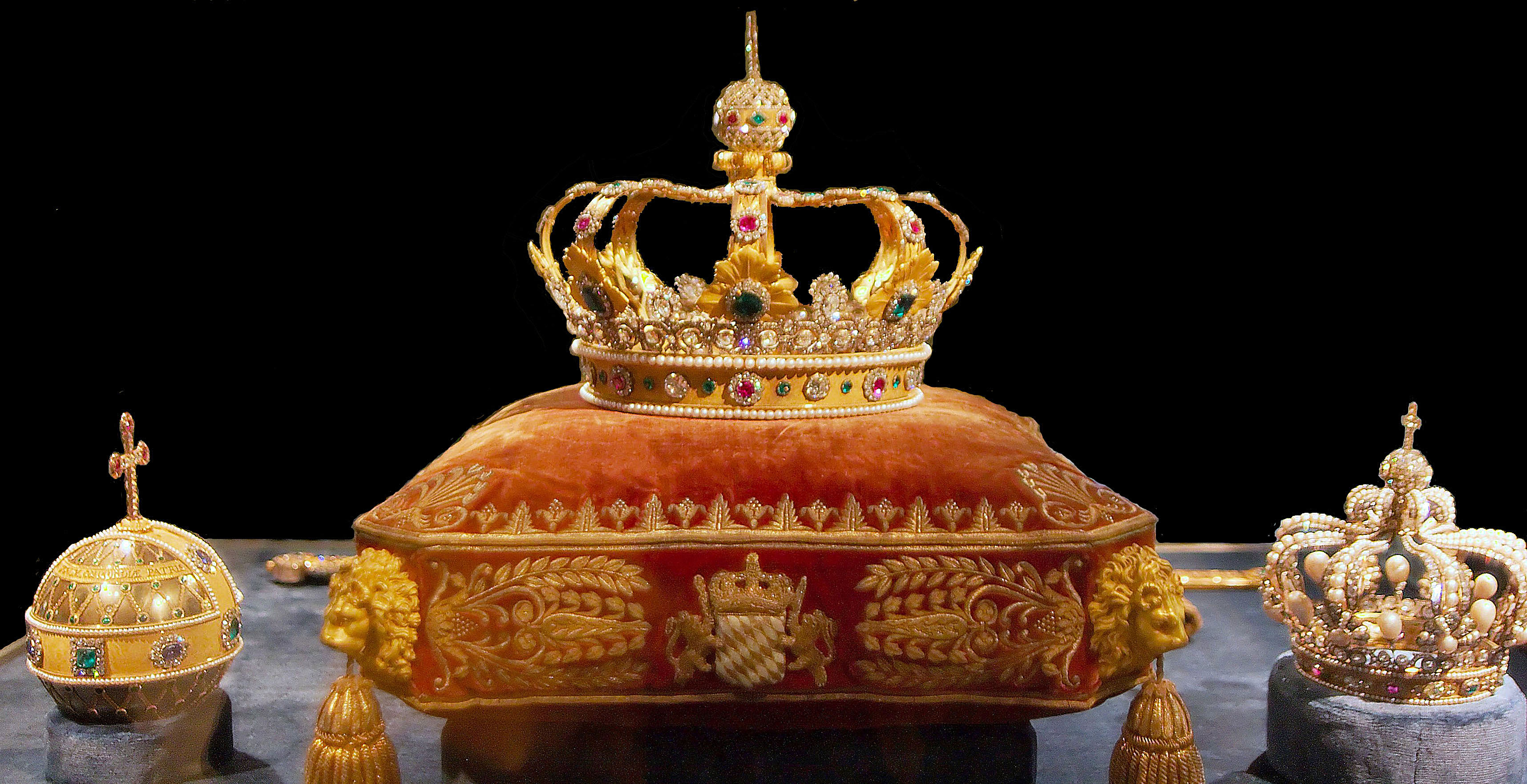
Joias da coroa da Baviera

Em 1806, Napoleão Bonaparte conquistou o Sacro Império Romano. Ele reestruturou muitos estados alemães e o Ducado da Baviera foi promovido a reino. O duque governante de Wittelsbach tornou-se o rei Maximiliano da Baviera. Com seu novo status, o rei ordenou que novos trajes fossem feitos, que incluíam o diamante Wittelsbach de 35,56 quilates (7,112 g), um diamante azul oval com lapidação em Old Mine. A história do diamante remonta à década de 1660. A gema foi oferecida com outras joias da coroa bávara num leilão de 1931 na Christie's em Londres, mas aparentemente não foi vendida, nem voltou a ser exposta em Munique. Os rumores incluíam um de que a pedra havia sido vendida ilegalmente em 1932 por meio de um joalheiro de Munique e reapareceu na Holanda. Pesquisas posteriores indicaram que a gema tinha sido vendida na Bélgica em 1951 e que tinha mudado de mãos novamente em 1955. Em 1958, milhões de visitantes foram a Bruxelas para a Exposição Mundial, que incluía a exposição de joias que incluía um grande diamante azul. Mas ninguém sabia que era o diamante Wittelsbach desaparecido. Em janeiro de 1962, Joseph Komkommer, uma figura importante na indústria belga de diamantes, recebeu um telefonema pedindo-lhe que olhasse um diamante lapidado em Old Mine com vista ao seu recorte. Ao abrir o pacote encontrou um diamante azul escuro, que está entre as gemas mais raras e valiosas. Komkommer reconheceu imediatamente que o diamante tinha um significado histórico e que seria uma tragédia recortá-lo. Com a ajuda de seu filho, Jacques Komkommer, ele identificou o diamante como o diamante azul “perdido”. Ele então formou um consórcio de compradores de diamantes da Bélgica e dos Estados Unidos que compraram o diamante, então avaliado em £ 180.000. Os vendedores eram os curadores de uma propriedade cuja identidade não foi revelada. Finalmente, o Wittelsbach foi adquirido por um colecionador particular em 1964. Foi anunciado em outubro de 2008 que o diamante seria leiloado na Christie's em dezembro. Seu ornamento original do Velocino de Ouro pode ser visto hoje no Tesouro do Palácio Residenz em Munique, em uma réplica em vidro azul do Wittelsbach no local onde o diamante foi incrustado.
O Conjunto de Coroação da Baviera consiste na Coroa da Baviera, na Coroa da Rainha (originalmente feita para a Rainha de Maximiliano, Carolina de Baden), na Espada do Estado, no Orbe Real e no Cetro Real.

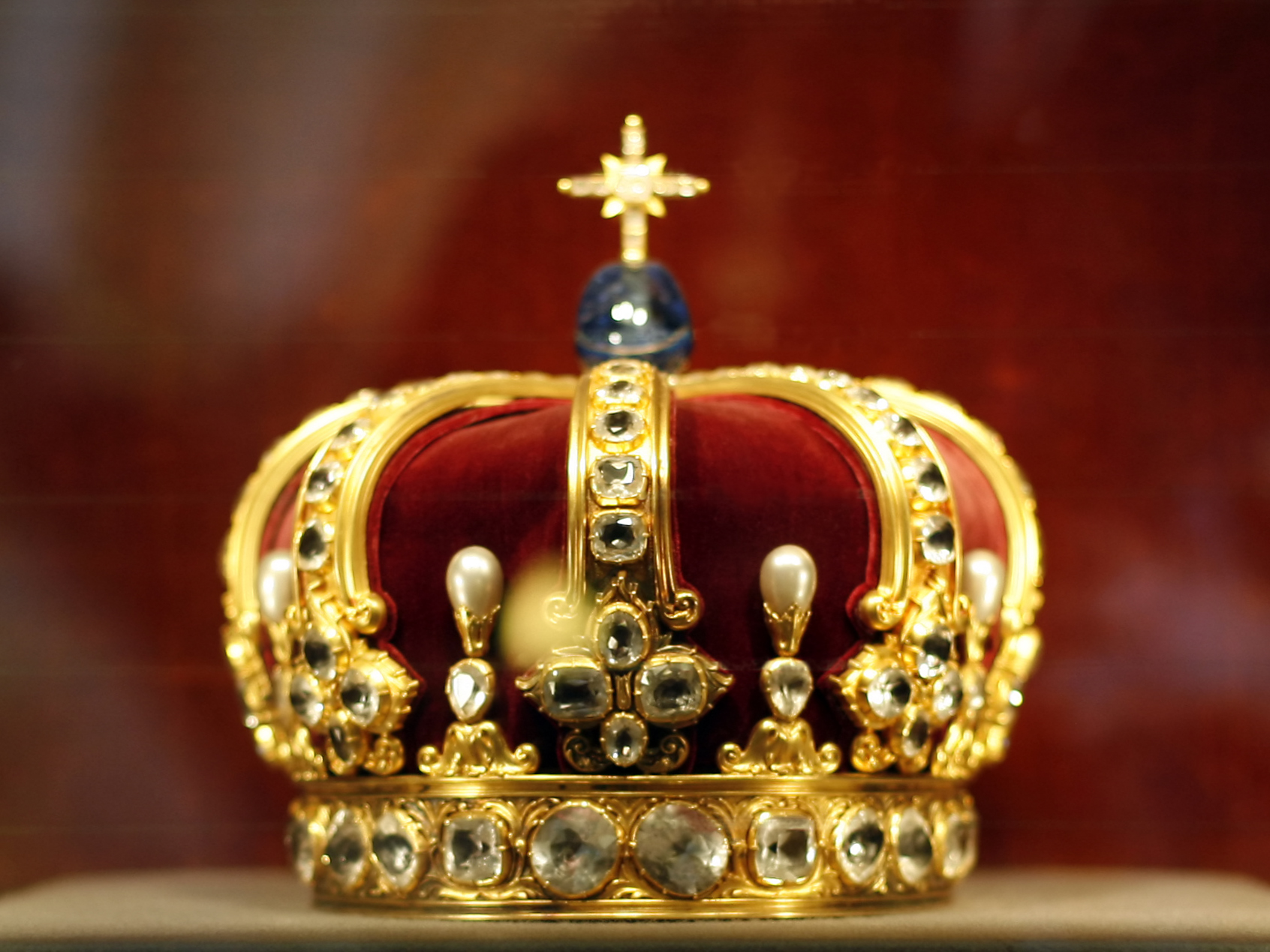
Coroa de Guilherme II, no Castelo de Hohenzollern

#### Hesse
A maioria das joias da coroa foram roubadas e destruídas por oficiais do exército dos EUA após o fim da Segunda Guerra Mundial. 

#### Saxônia

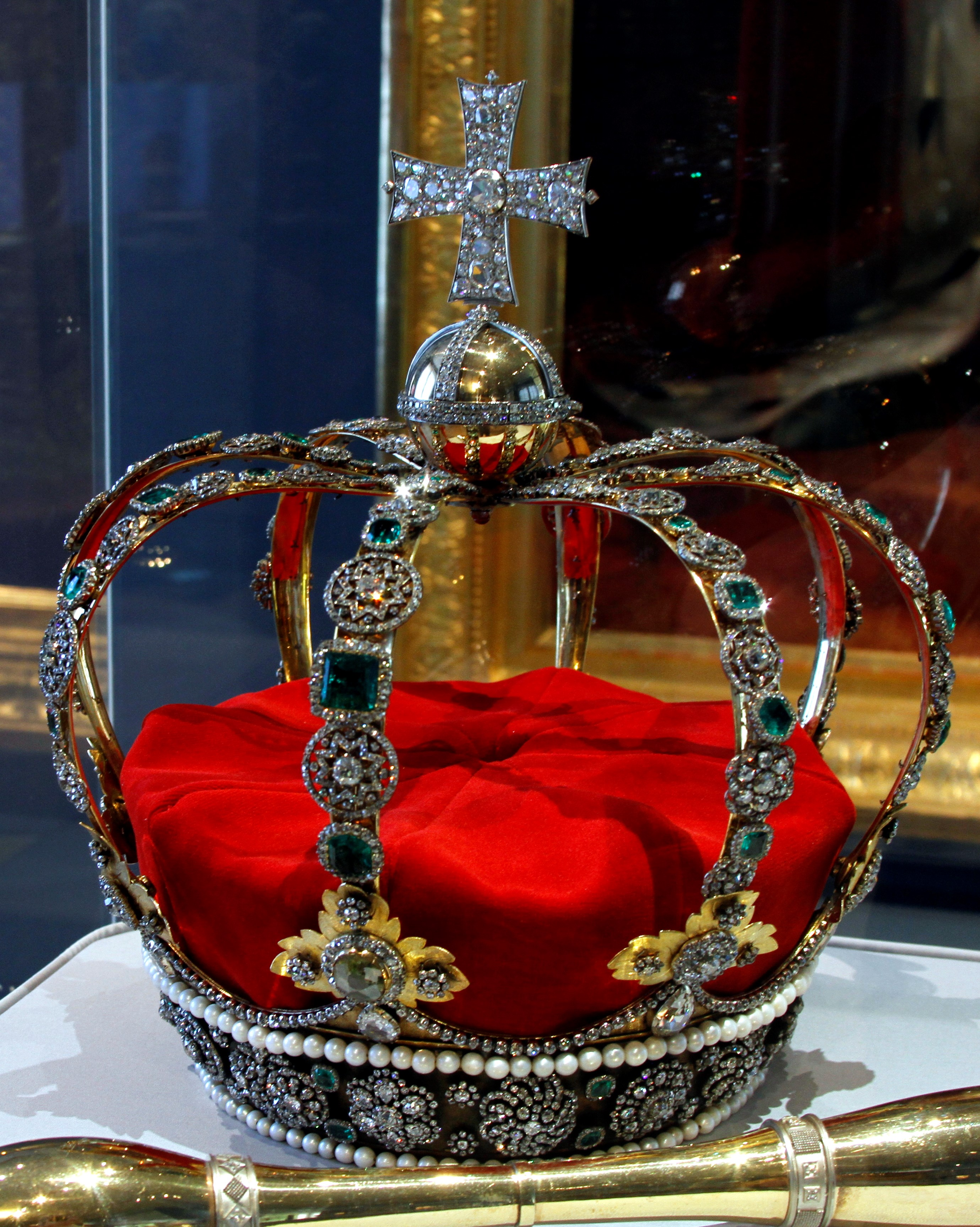
Coroa de Württemberg

Os tesouros e joias da coroa dos reis da Saxônia são guardados em Dresden.

#### Prússia
A coroa e as insígnias do Reino da Prússia são mantidas no Castelo de Hohenzollern em Sigmaringa, Baden-Württemberg.

#### Württemberg
As joias da coroa dos reis de Württemberg estão guardados no Museu do Estado de Württemberg, em Stuttgart.

#### Sacro Império Romano-Germânico
As Regalias Imperiais, como a Santa Coroa de Carlos Magno, o orbe, o cetro, a Lança Sagrada e vários outros itens, são mantidos no Casa do Tesouro do Palácio Imperial de Hofburg, na Áustria. Além dos itens já presentes em Viena, o último Sacro Imperador Romano, Francisco I, trouxe para lá grande parte dos trajes imperiais tradicionalmente localizados em outros lugares, antes do colapso final do Sacro Império Romano em 1806.

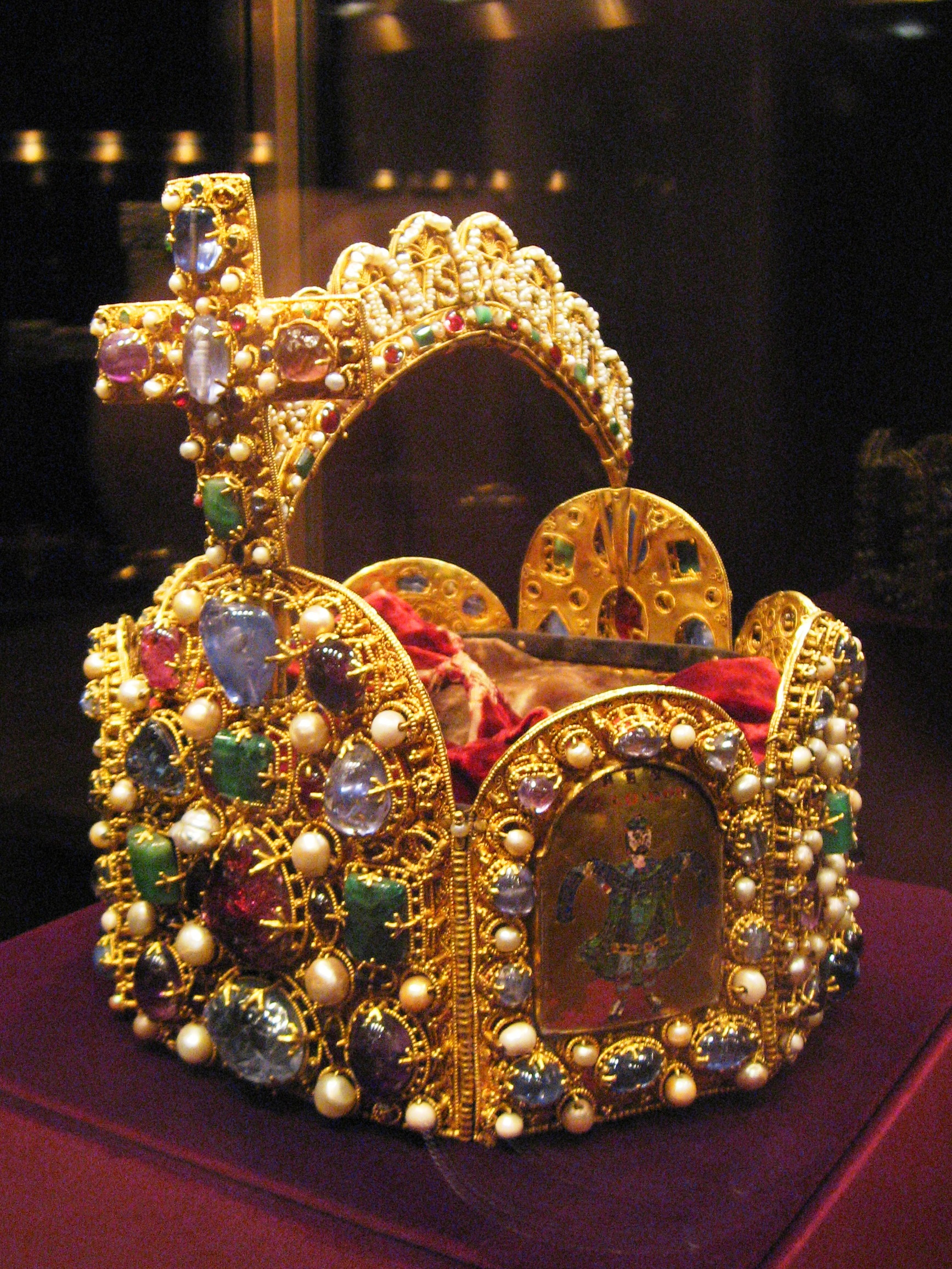
Coroa do Imperador Romano-Germânico

Outros objetos associados à coroação dos Sacro Imperadores Romanos podem ser encontrados em Aachen, no tesouro da Catedral de Aachen. A catedral também abriga um trono de pedra associado a Carlos Magno e era um local tradicional para algumas cerimônias de coroação. A Câmara Municipal de Aachen guarda cópias de vários itens importantes da insígnia imperial, agora em Viena, que anteriormente tinham sido guardados na cidade. Tanto a antiga prefeitura quanto o núcleo da catedral já fizeram parte do palácio de Carlos Magno.

#### Império Alemão(1871-1918)
Um novo desenho de coroa foi criado para o novo império alemão e amplamente utilizado em emblemas heráldicos e outros emblemas nacionais; no entanto, a coroa em si nunca foi construída, exceto os modelos. Assemelhava-se à Coroa Imperial do Sacro Império Romano, embora não fosse uma cópia exata. A sua utilização como emblema nacional foi interrompida após o colapso da monarquia alemã em novembro de 1918; Exemplos do projeto ainda podem ser encontrados em vários edifícios e monumentos daquela época, incluindo o Reichstag.
Na prática, as joias da coroa do Reino da Prússia foram usadas para os imperadores da Alemanha, com alguns novos itens sendo criados.

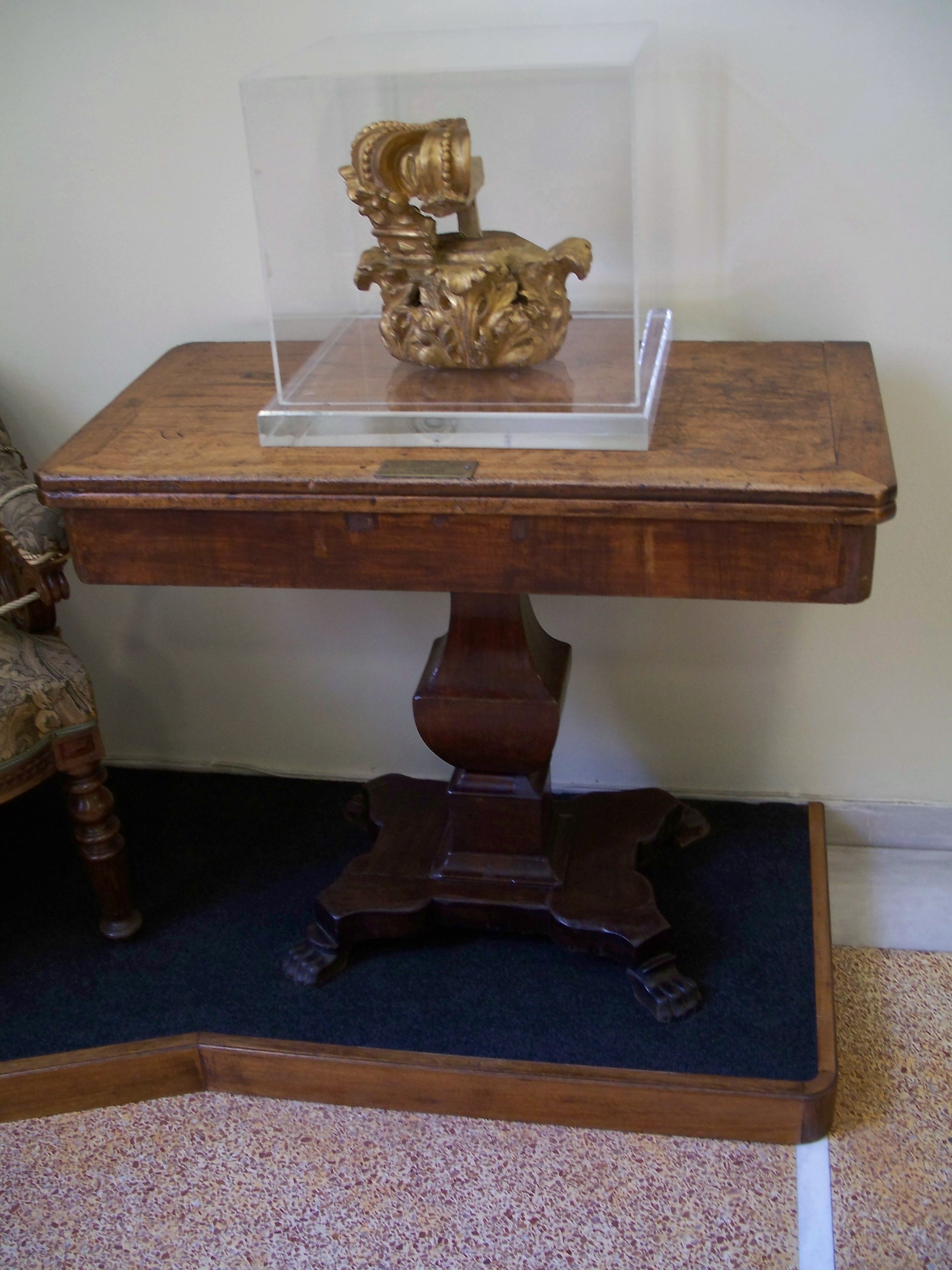
A mesa sobre a qual foi assinada a expulsão (exílio) de Otão, rei da Grécia, em 1863. Sua coroa meio esmagada está sobre a mesa. Museu Histórico Nacional, Atenas, Grécia

### Grécia
Um conjunto de joias da coroa foi criado para o primeiro rei grego moderno, Otão da Grécia mas ele nunca as usou e as levou consigo depois de fugir do país. Mais tarde, seus descendentes devolveram os trajes à Grécia, mas eles nunca foram usados por nenhum monarca grego.

### Grécia Antiga
Exemplos de trajes gregos clássicos antigos foram encontrados entre os bens funerários reais em tumbas em vários sítios arqueológicos. Os exemplos mais famosos são provavelmente alguns dos achados de Heinrich Schleman, artefatos da antiga Creta e os sepultamentos da dinastia macedônia.

### Império Bizantino
Em 1343, a imperatriz e regente Ana de Sabóia penhorou as joias da coroa bizantina à República de Veneza por 30.000 ducados como parte de uma tentativa de garantir mais financiamento para uma guerra civil; eles nunca foram resgatados

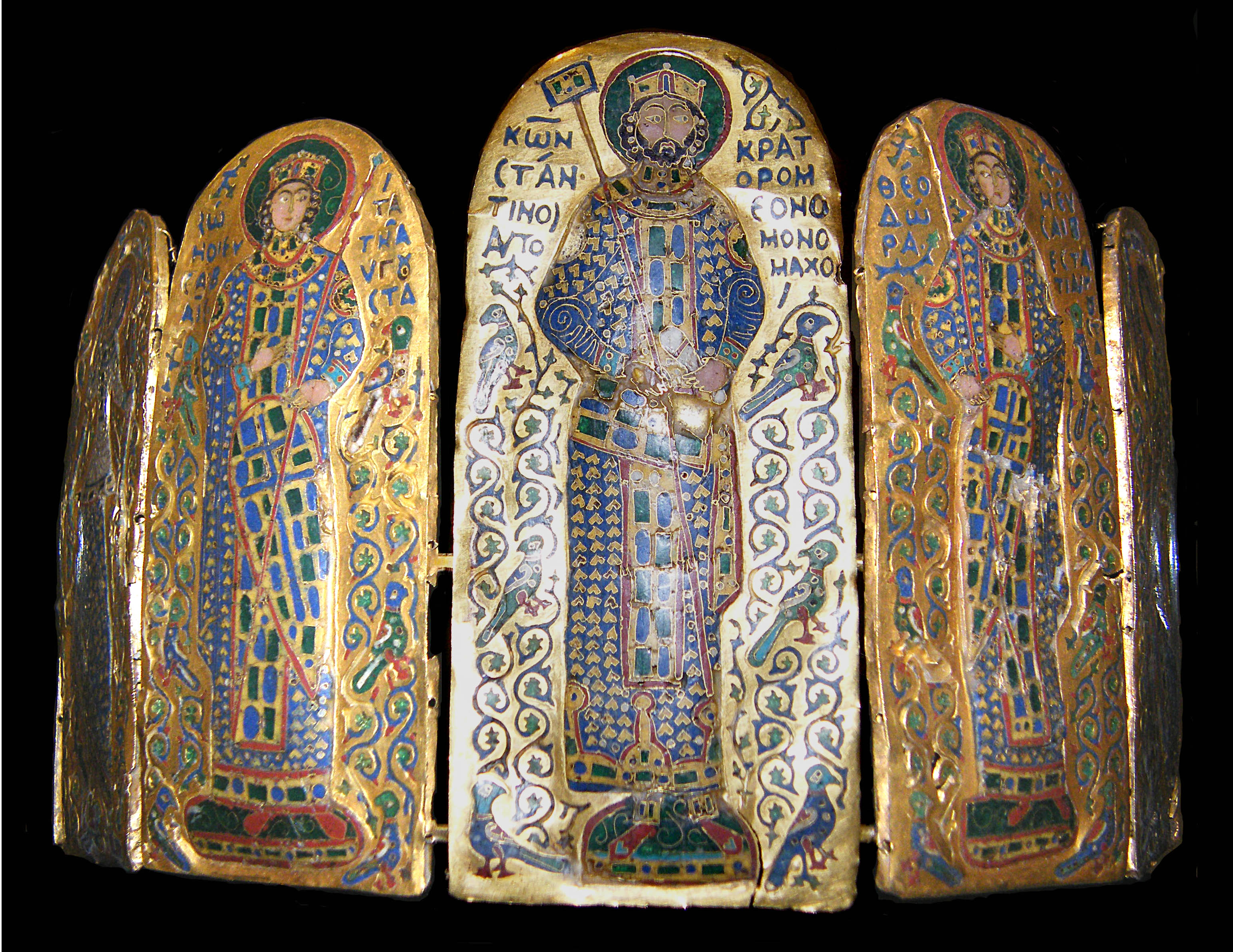
As placas esmaltadas da Coroa de Constantino IX Monômaco mostrando o imperador bizantino 1042–1055, agora exposto em Budapeste

As placas esmaltadas da Coroa de Constantino IX Monômaco, feitas provavelmente para o imperador bizantino Constantino IX Monômaco (1042–1055), sobreviveu em Budapeste. Recentemente, foi sugerido que estes podem, na verdade, vir de uma armila ou braçadeira, em vez de uma coroa. Caso contrário, podem ter vindo de uma coroa enviada a um governante húngaro, simbolizando a sua posição inferior em comparação com o imperador.
Outros vestígios reivindicados das insígnias do antigo Império Romano do Oriente, ou itens criados nas oficinas imperiais, podem ser encontrados entre as insígnias de várias casas reais europeias; tendo sido disperso em vários momentos e de várias maneiras. Presumivelmente, a maior parte das insígnias imperiais encontradas em Constantinopla no momento da sua conquista pelos turcos otomanos em 1453, foi absorvida pelo tesouro do sultão turco.

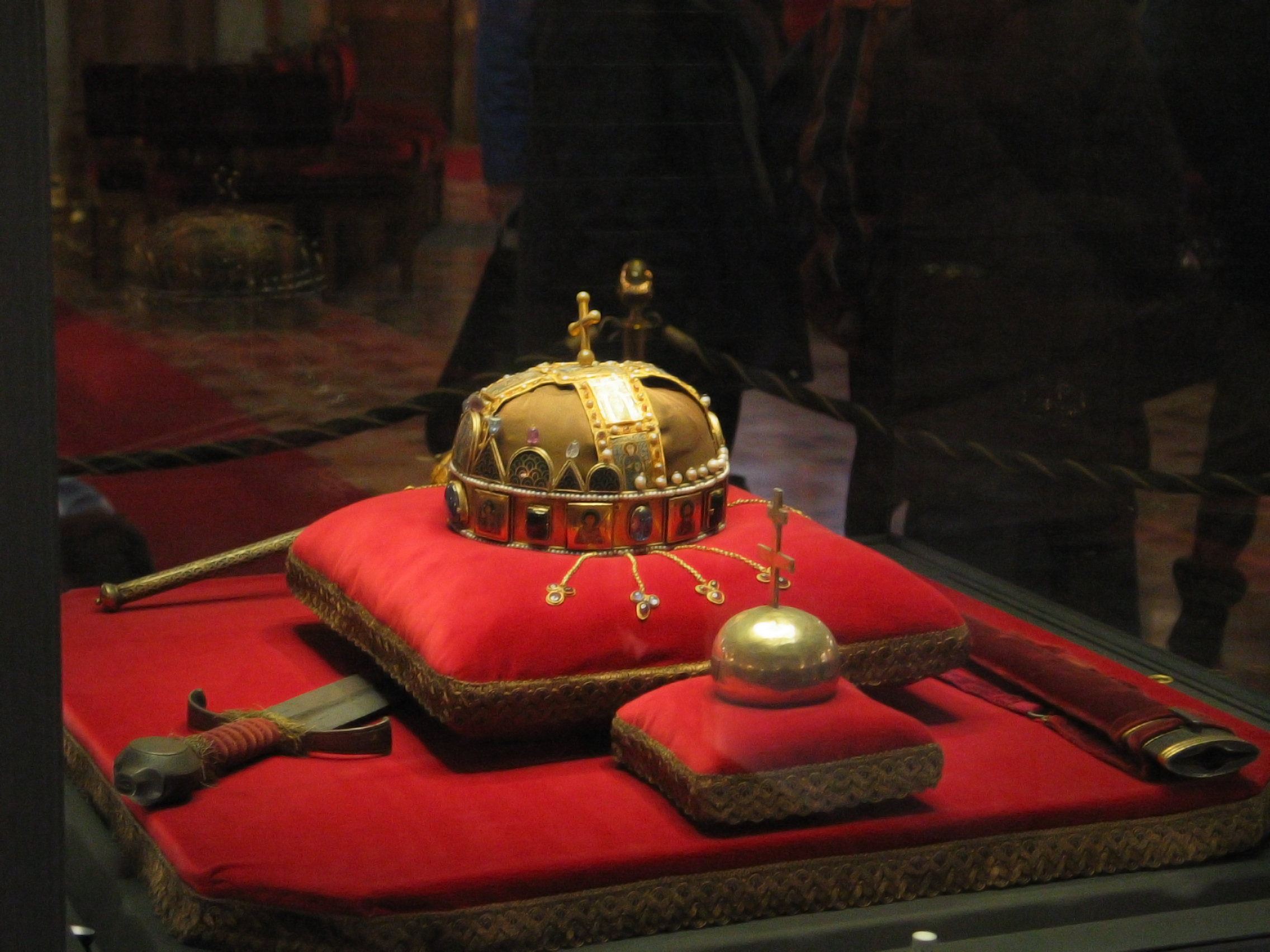
Santa Coroa da Hungria (Coroa de Santo Estêvão) e outras peças da regalia húngara

### Hungria
A Santa Coroa da Hungria (em húngaro: Magyar Szent Korona, em alemão: Stephanskrone, em croata: Kruna svetoga Stjepana, em latim: Sacra Corona), também conhecida como Coroa de Santo Estêvão, foi a coroa de coroação usada pelo Reino da Hungria para a maior parte de sua existência. A coroa estava ligada às Terras da Transleitânia. Nenhum rei da Hungria foi considerado verdadeiramente legítimo sem ser coroado com ela. Na história da Hungria, mais de cinquenta reis foram coroados com ela (os dois reis que não foram coroados foram o rei João Sigismundo Zápolya e o imperador José II).
A regalia da coroação húngara consiste na Coroa Sagrada, no cetro, no orbe e no manto. Desde o século XII, os reis foram coroados com a coroa ainda existente. O orbe tem o brasão de Carlos I da Hungria (1310–1342); já a coroa pode estar ligada a Santo Estêvão.
Foi chamada pela primeira vez de Santa Coroa em 1256. Durante o século XIV, o poder real passou a ser representado não apenas por uma coroa, mas por apenas um objeto específico: a Santa Coroa. Isto também significava que o Reino da Hungria era um estado especial: eles não procuravam uma coroa para coroar um rei, mas sim, procuravam um rei para a coroa; conforme escrito pelo Guarda da Coroa Péter Révay. Ele também descreve que "a Santa Coroa é a mesma para os húngaros como a Arca Perdida é para os judeus".
Desde 2000, a Santa Coroa está em exibição no salão central abobadado do edifício do Parlamento Húngaro.

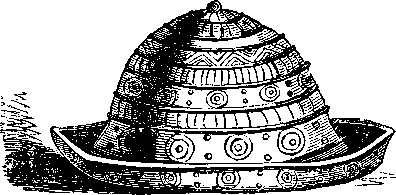
Esboço da coroa "Ikerrin"

### Irlanda
As joias da coroa da Irlanda eram insígnias da Ordem de São Patrício, repletas de joias. Eles foram usados pelo soberano na posse dos cavaleiros daquela ordem, o equivalente irlandês da Mais Nobre Ordem da Jarreteira inglesa e da Ordem do Cardo-selvagem.
Itens mais antigos da pré-conquista, relevantes para as antigas dinastias galesas que governaram a Irlanda, provavelmente também existiram. Um exemplo disso é uma antiga relíquia chamada Comerford ou Coroa "Ikerrin", que foi descoberta em 1692, mas pode ter sido perdida desde então.

#### Reino das Duas Sicílias

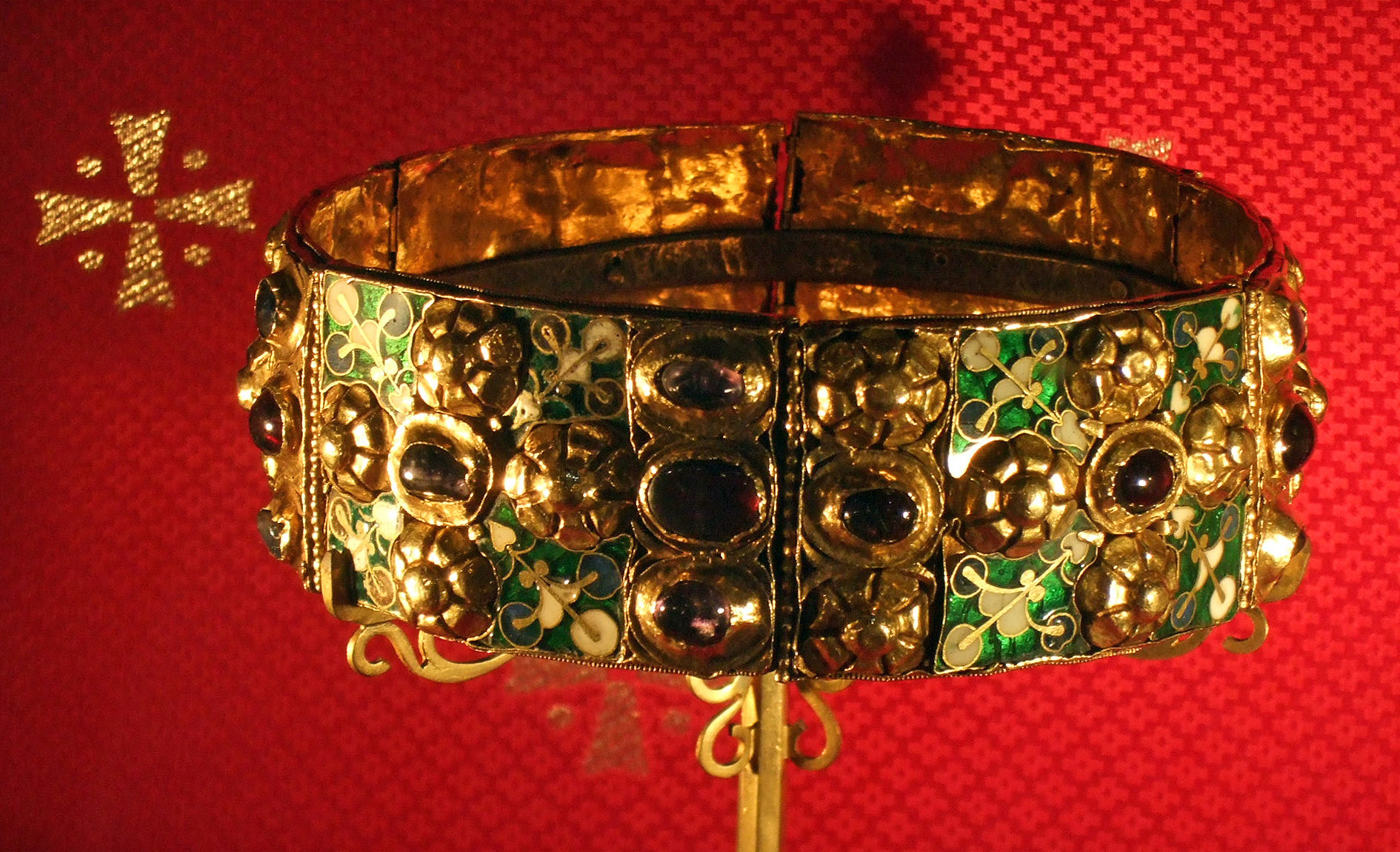
A Coroa de Ferro da Lombardia, mantida hoje na Catedral de Monza

### Itália

#### Lombardia
A Coroa de Ferro do Reino da Lombardia, mais tarde usada como coroa do Reino medieval da Itália e por Napoleão Bonaparte para sua coroação como Rei da Itália, é mantida na Catedral de Monza. O manto da coroação está guardado no museu Schatzkammer em Viena, Áustria.
- Reis da Itália

As joias da coroa do Reino da Itália estão sob posse do Banco da Itália, devido a controvérsia jurídica entre a República Italiana e a família Saboia. Não está claro quem é o proprietário legal. 
- Grão-Duques da Toscana

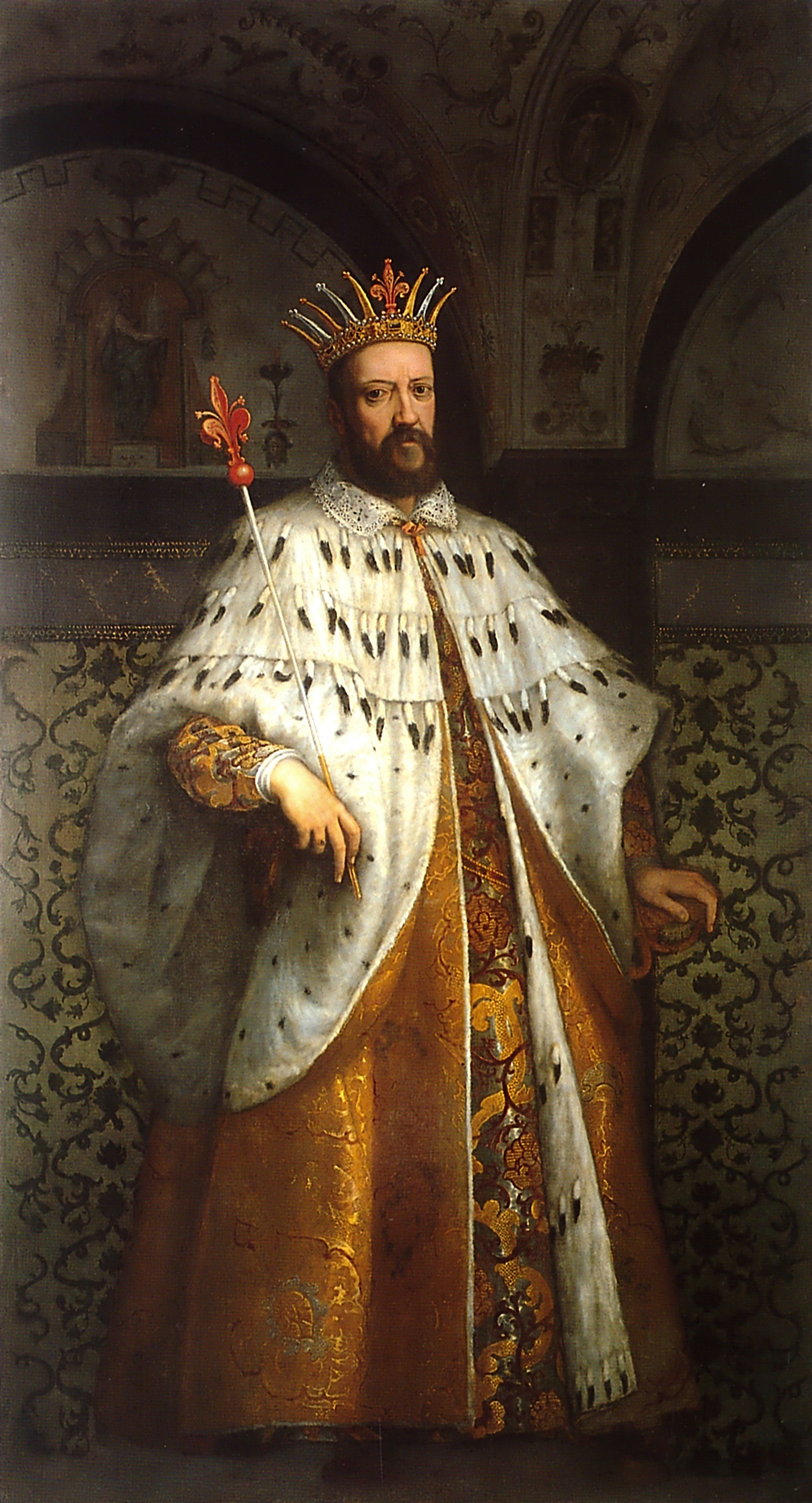
Um cetro consistindo de uma haste dourada encimada por um globo esmaltado de vermelho com um lírio florentino esmaltado de vermelho também fazia parte dos trajes dos Grão-Duques da Toscana

Ao ser feito Grão-Duque da Toscana, Cosme I de Médici recebeu o uso de uma coroa radial aberta com uma representação da flor de lis florentina vermelha com seus estames colocados entre as pétalas no lugar do raio na frente, completamente coberto de pedras preciosas, pelo Papa Pio V, que especificou que o diadema desta coroa fosse gravada com uma inscrição que a coroa lhe foi concedida para usar pelo papa. Na coroa real, esta inscrição foi colocada na parte de trás da tiara, enquanto a frente estava coberta com pedras preciosas como o resto da coroa. Um cetro consistindo de uma haste dourada encimada por um globo esmaltado de vermelho por um lírio florentino vermelho também fazia parte dos trajes dos grão-duques da Toscana. O retrato da coroação do Grão-Duque Gian Gaston de Médici mostra a mesma coroa grão-ducal florentina fechada com arcos incrustados de pérolas associados à soberania. Esta coroa também foi usada como coroa heráldica nas armas do Grão-Ducado da Toscana.

#### Império Romano
Das regalias imperiais dos imperadores romanos, anteriores à era bizantina, pouco resta. Os exemplos mais conhecidos, e aqueles com maior reivindicação de autenticidade, são um cetro, alguns acessórios para os padrões romanos e outros itens pequenos, todos provenientes de um esconderijo do século III ou IV d.C. enterrado no Monte Palatino e descoberto em 2006. Os objetos eram feitos de bronze fino, vidro e pedras semipreciosas. Esses itens eram quase certamente destinados ao uso pessoal do imperador e sua comitiva, tornando-os exemplos sobreviventes únicos de seu tipo. Os arqueólogos que escavaram a descoberta sugeriram que os itens podem ter pertencido ao imperador Magêncio e podem ter sido escondidos por alguns seguidores legalistas desconhecidos após sua derrota final e subsequente morte. 

### Ilha de Man

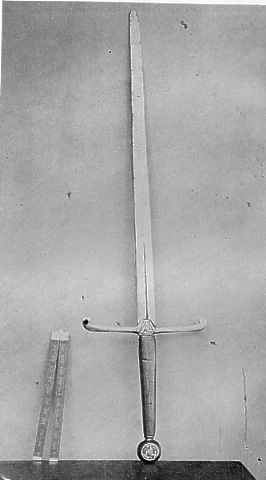
A Espadado Estado do Reino de Man

As joias da coroa do Reino de Man consistem em uma espada cerimonial conhecida como Espada do Estado Manx. A Espada do Estado é carregada pelo porta-espada diante do representante pessoal do rei na Ilha de Man, o vice-governador, em cada reunião do Dia de Tynwald e data o mais tardar do século XII. Diz-se popularmente que é a espada de Olaf, o Negro, que se tornou Rei de Man em 1226. Análises recentes da espada determinaram que se trata de um desenho do século XV e provavelmente feito em Londres. Acredita-se que a própria lâmina tenha sido instalada no final do século XVI ou XVII. É possível que a espada tenha sido feita para a reunião de Tynwald de 1422, que contou com a presença de Sir John Stanley. A espada tem lâmina de aço de dois gumes, 29 polegadas de comprimento, com punho de madeira dura, 9 polegadas de comprimento, que se estreita da guarda até o punho. A guarda é uma fina faixa de aço, de 11 polegadas de diâmetro, encimada onde a guarda cruza a lâmina com escudos que carregam as 'Três Pernas do Homem', que também aparecem no punho achatado.

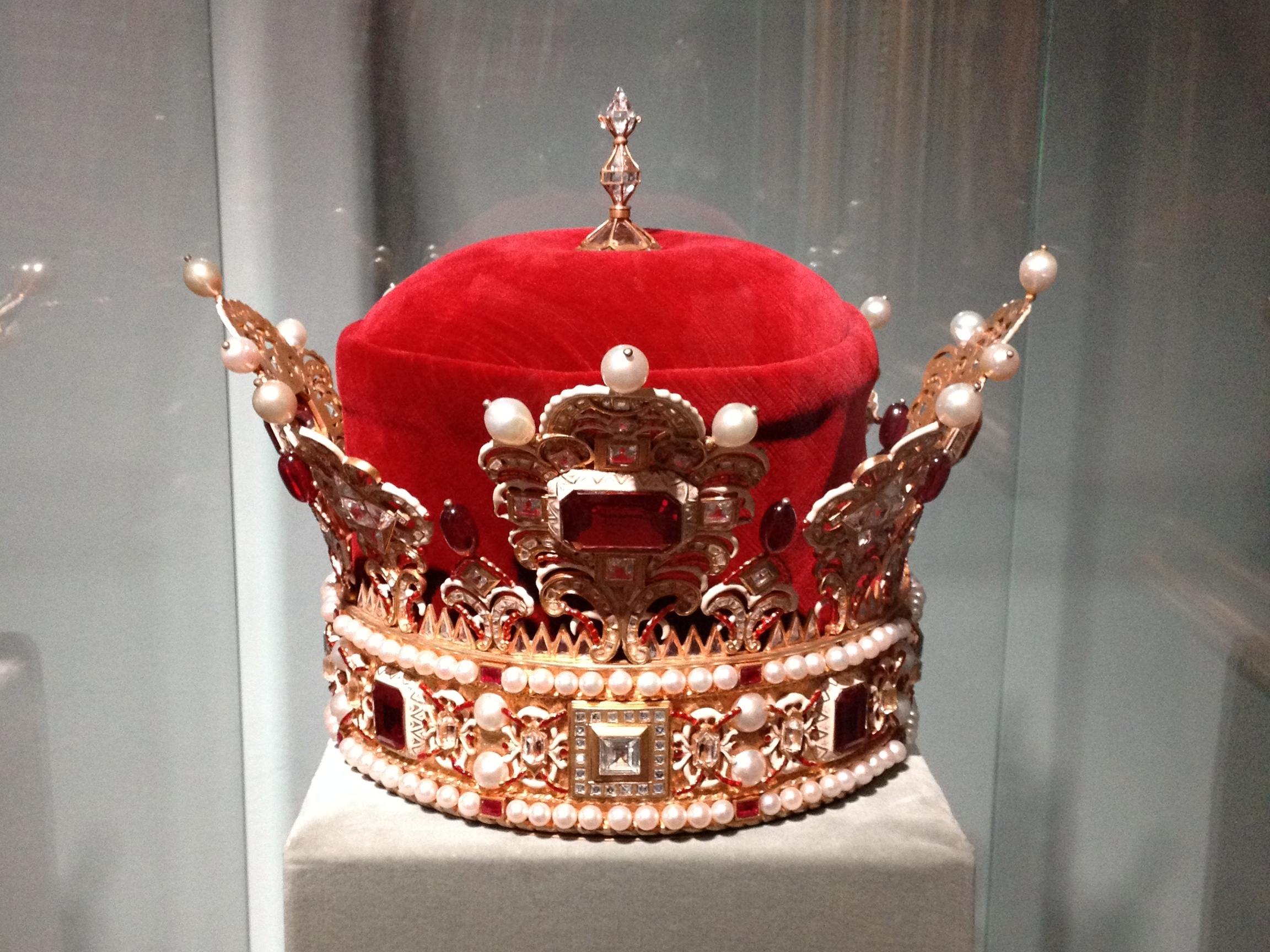
O Chapeú Ducal de Liechtenstein

### Liechtenstein
O Chapéu Ducal de Liechtenstein (em alemão: Herzogshut) é a coroa dos Príncipes de Liechtenstein, que também eram Duques de Troppau e Jägerndorf. Desapareceu no século XVIII e foi reformulado na década de 1970 como um presente do povo de Liechtenstein ao seu príncipe.

### Mônaco
Mônaco apresenta uma coroa heráldica em seu brasão, mas não possui joias da coroa ou insígnias propriamente ditas.

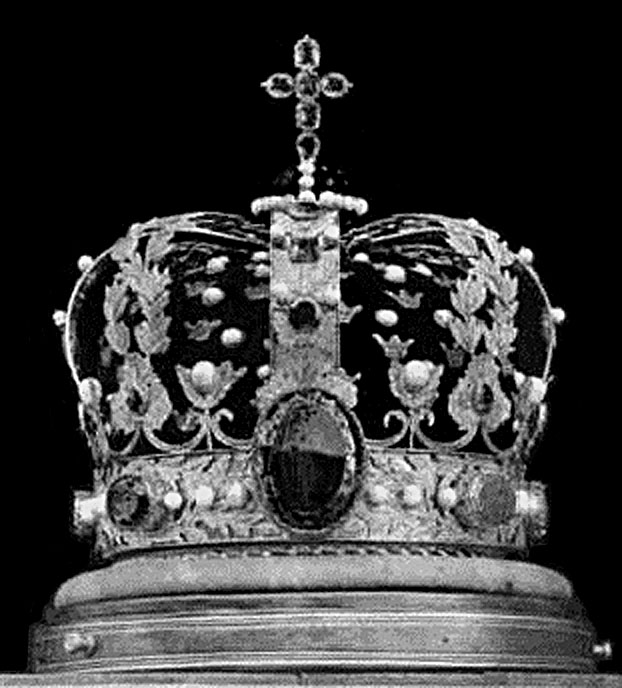
A Coroa do Rei Norueguês feita para Carlos XIV João, Rei da Noruega e da Suécia, em 1818 para sua coroação na Catedral de Nidaros em Trondheim. Foto de 1881

### Noruega
Pouco se sabe sobre os antigos trajes reais noruegueses, que desde então foram perdidos. A maioria dos trajes modernos datam de 1818 e foi feita para a coroação de João Bernadotte como rei Carlos XIV João.
Os trajes reais noruegueses incluem nove itens: 
- A coroa do rei
- A espada do reino
- O cetro do rei
- O orbe do rei
- A coroa da rainha
- O cetro da rainha
- O orbe da rainha
- A coroa do príncipe herdeiro
- O chifre da unção.

Também nesta coleção estão vários mantos, dois estandartes do reino e tronos de coroação.

Os últimos rei e rainha da Noruega a serem coroados foram Haakon VII e sua esposa Maud de Gales em 1906. Depois disso, as insígnias não foram usadas para coroar fisicamente ou para serem usadas por sucessivos monarcas. Certos itens ainda são usados ocasionalmente, como durante a consagração do monarca, onde a coroa é exibida; ou durante o funeral do monarca, onde é colocado em cima do caixão.

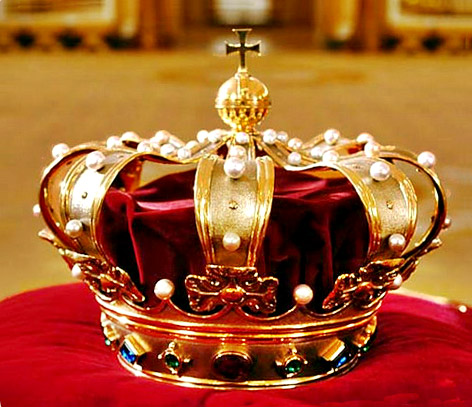
Coroa real neerlandesa

### Países Baixos
A Coroa Real Neerlandesa foi fabricada em 1840 por um ourive neerlandês para o monarca Guilherme II. Feita em prata dourada (ouropel), é uma coroa tradicional. Na parte superior está um globo com uma cruz encima, uma referência à fé cristã. A coroa simboliza a soberania do Reino dos Países Baixos.
Joias e outros símbolos da monarquia holandesa consistem nas seguintes peças:
- A Coroa
- O cetro, simboliza a autoridade do monarca
- O orbe representa o território sobre o qual o rei soberano governa
- A espada do Reino, representa o poder real
- O estandarte real, no qual o brasão de armas dos Países Baixos se encontra no centro[43]

### Polônia
A única parte sobrevivente das joias da coroa polonesa é da dinastia Piasta e consiste na espada da coroação conhecida como Szczerbiec. Atualmente está em exibição junto com outros itens reais no Museu do Castelo Real de Wawel, em Cracóvia. A maioria das joias da coroa foram saqueadas pelas tropas prussianas em retirada de Cracóvia em 1794.

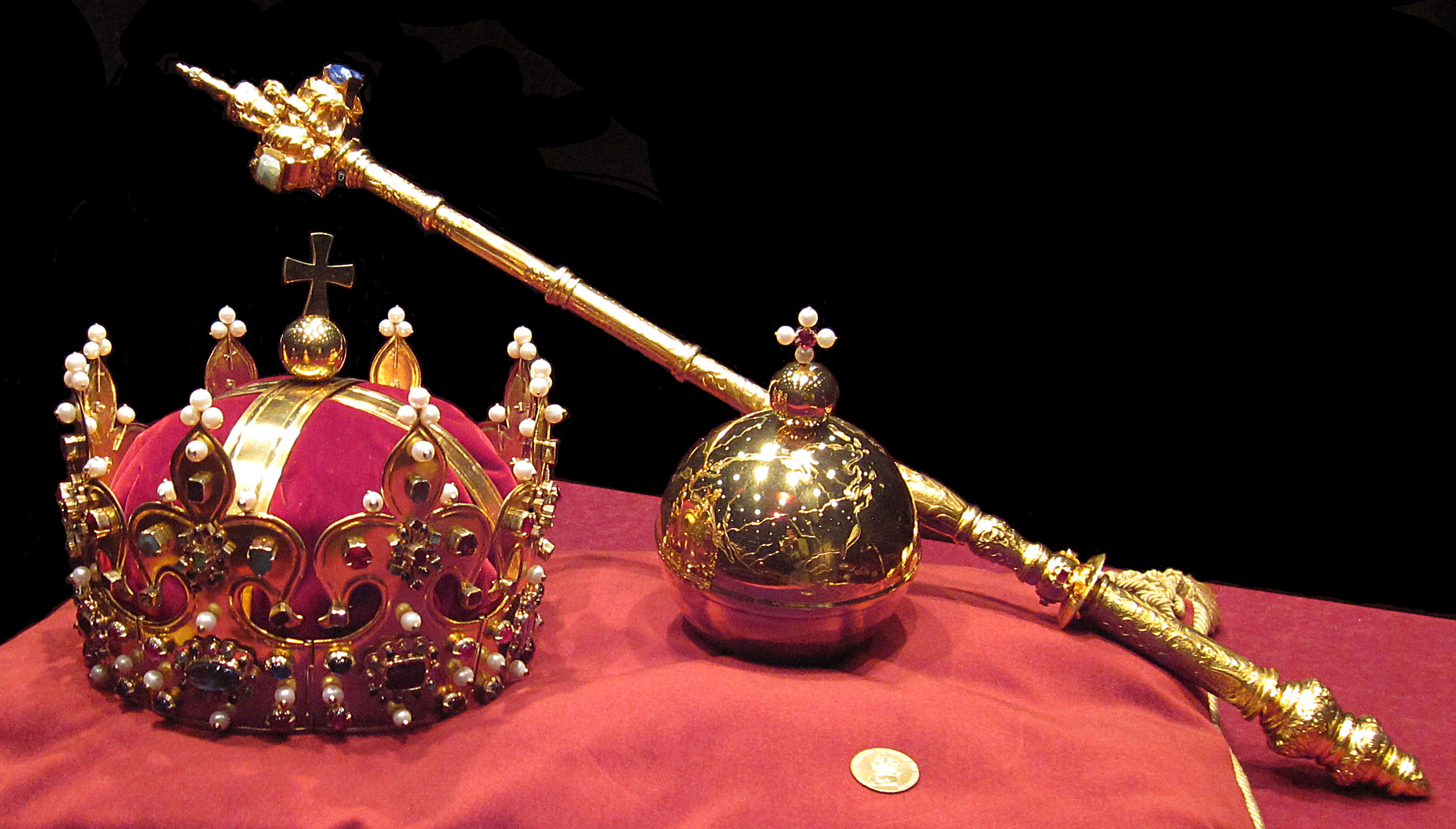
As joias da coroa polonesa em exibição no Museu do Castelo Real de Wawel

Uma das muitas coroas reais foi feita para o rei Augusto II, eleitor da Saxônia quando se tornou rei da Polônia em 1697. Como o conjunto original não estava disponível, um novo conjunto foi feito para a coroação em Cracóvia. No entanto, o conjunto original foi recuperado e o novo conjunto nunca foi usado. Hoje está exposto no Castelo Real de Dresden, Alemanha.
Semelhantemente de Augusto II, o seu filho Augusto III teve dificuldades em chegar ao conjunto original, sendo obrigado a ordenar a criação de um novo, a Coroa de Augusto III. As joias da coroa dele e de suas esposas são o único conjunto de insígnias polonesas usado para a coroação que sobreviveu em sua totalidade.

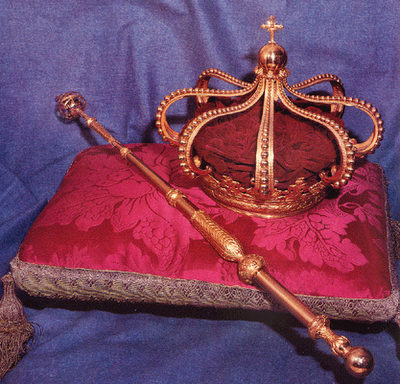
Coroa de João VI com o Cetro do Armilar; no Palácio Nacional da Ajuda

### Portugal
As joias da coroa portuguesa eram as peças de joalharia, insígnias e vestimentas usadas pelos monarcas de Portugal durante a época da Monarquia Portuguesa. Ao longo dos nove séculos de história portuguesa, as joias da coroa portuguesa perderam e ganharam muitas peças. A maior parte do atual conjunto de joias da coroa portuguesa é dos reinados de D. João VI e D. Luís I.

### Romênia
As joias da coroa romena consistem em três coroas: a Coroa de Aço, a Coroa da Rainha Elisabeta e a Coroa da Rainha Maria; e dois cetros: o Cetro de Fernando I e o Cetro de Carol II. Eles estão exibidos no Museu Nacional de História da Romênia em Bucareste.
O ditador comunista romeno Nicolae Ceaușescu também às vezes fazia uso de um cetro em suas aparições públicas.

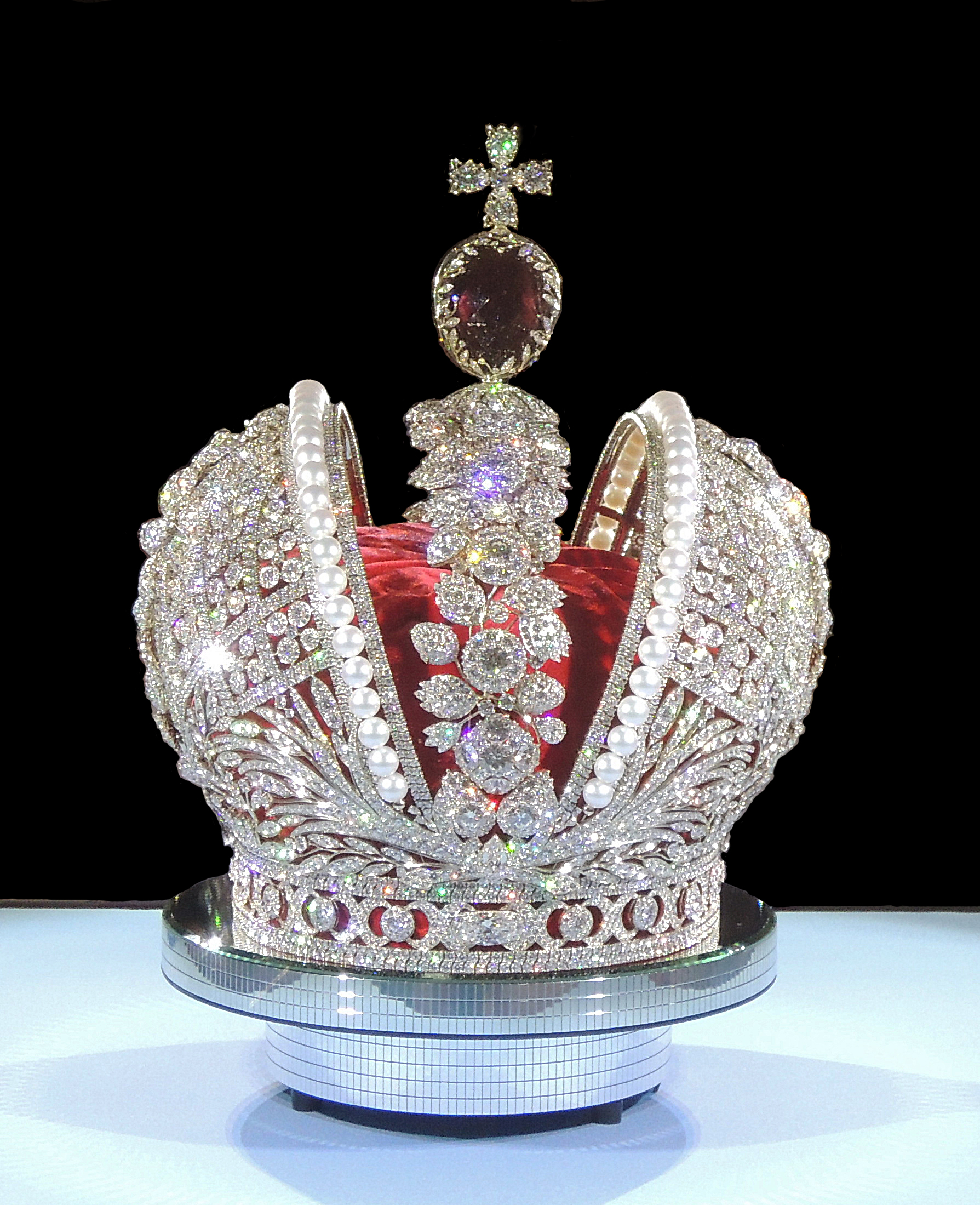
Réplica moderna usando gemas reais e ouro branco

### Rússia
Os trajes de coroação, como a Coroa Imperial da Rússia, o Orbe Imperial de Catarina, a Grande, o Cetro Imperial com o Diamante Orloff, o Diamante Shah e outros, são mantidos no Palácio do Arsenal do Kremlin e no Fundo de Diamantes em Moscou.

### Sérvia
As joias da coroa Karađorđević da Sérvia foram criadas em 1904 para a coroação do rei Pedro I. As peças foram feitas de um material que incluía o bronze do canhão de Jorge Petrović. Este gesto foi simbólico porque 1904 foi o 100º aniversário da Primeira Revolta Sérvia. Eles foram feitos em Paris pela famosa joalheria Falise Brothers.

### Eslovênia
Um documento conhecido como "O Espelho da Suábia" ou Schwabenspiegel (c. 1275) refere-se à instalação dos duques da Carantânia e nele menciona uma espécie de coroa chamada "Chapéu Esloveno" (windischer huot). Esta coroa foi colocada na cabeça do duque durante a cerimônia de entronização. A coroa ou chapéu é descrito como "um chapéu esloveno cinza com um cordão cinza e quatro folhas suspensas na aba". Em 1358, o duque Rodolfo IV dos Habsburgos concedeu brasões às províncias sem eles e ordenou que o chapéu esloveno fosse colocado acima dos braços da Marcha Eslovena (mais tarde chamada de Baixa Carníola e agora uma província da Eslovênia).
Uma coroa chamada "chapéu ducal" de Carníola ainda existe em Graz.

### Espanha
Os reinos que se consolidariam para formar a Espanha durante os séculos XV e XVI, nomeadamente o Reino de Castela e o Reino de Aragão, não tiveram cerimônias de coroação consistentes. A última cerimônia de coroação registrada no que viria a ser a Espanha ocorreu no século XV; desde então, os monarcas não foram coroados, mas proclamados. Como tal, houve uma diminuição da importância de um conjunto de joias da coroa, uma vez que estas são geralmente insígnias de coroação.

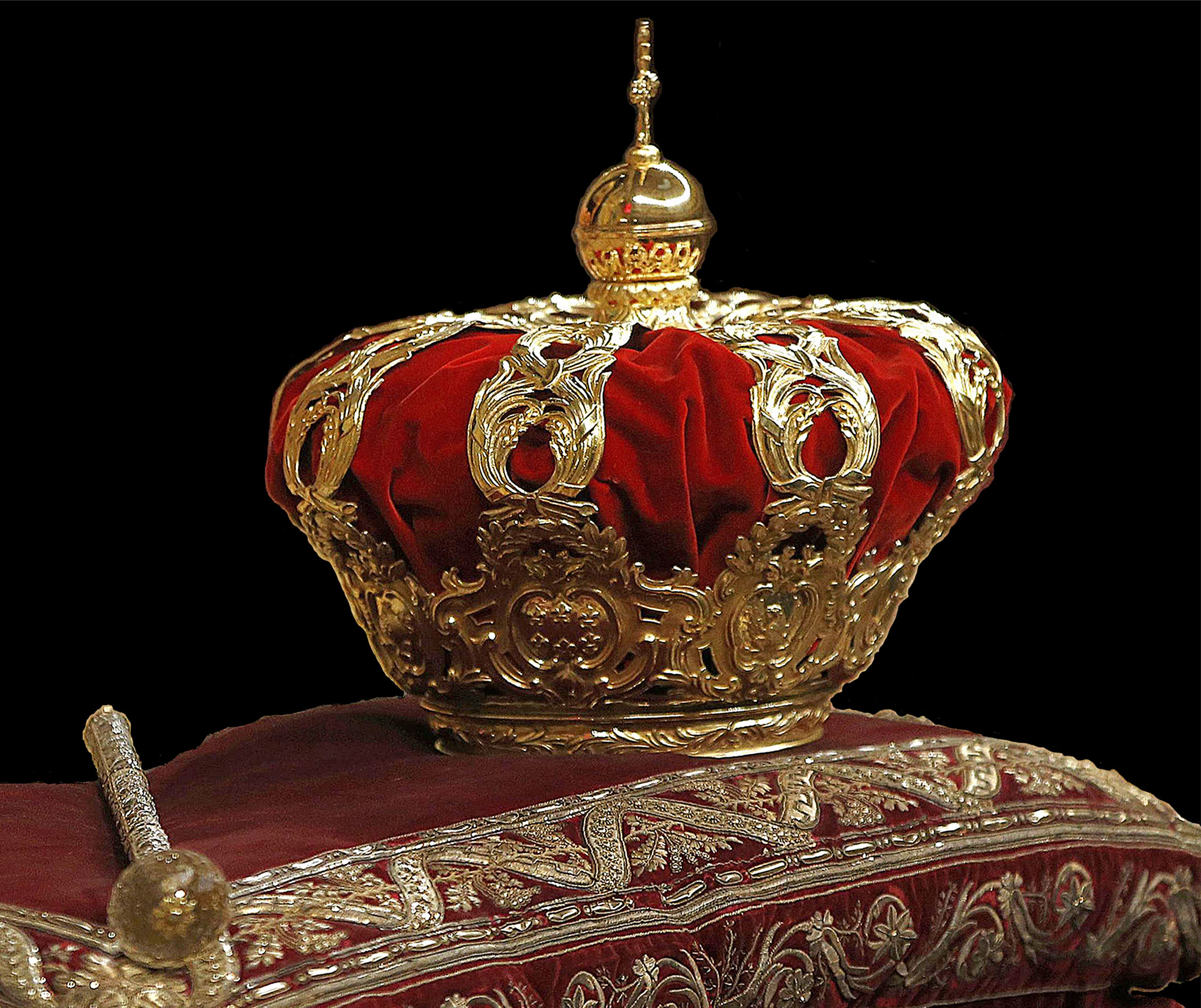
Coroa utilizada na proclamação dos Reis de Espanha, feita no século XVIII

Muito do que existiu das regalias na era moderna da Espanha foi destruído no Grande Incêndio de Madrid na véspera de Natal de 1734. No século 18, o rei Carlos III ordenou a fabricação de uma nova coroa e cetro. Esta coroa é feita de prata dourada e apresenta meios arcos apoiados em oito placas com os emblemas do reino. A coroa e o cetro são exibidos durante a abertura das Cortes Gerais (Parlamento). Durante as cerimônias de adesão de um novo monarca, a coroa e o cetro também estão presentes, mas a coroa em si nunca é colocada na cabeça do monarca. Hoje eles são mantidos pelo Património Nacional espanhol
Hoje, existem outras joias e itens historicamente importantes que seriam considerados “joias da coroa” em outros países, mas não são denominados como tal na Espanha. Em termos de joias, todas as joias e tiaras usadas pelos membros da família real espanhola são de propriedade privada deles. Elementos de maior importância histórica são mantidos como peças de interesse cultural em diferentes partes da Espanha. Por exemplo, a coroa pessoal usada por Isabel I de Castela, os seus cetros e a sua espada estão guardados na Capela Real da Catedral de Granada. Como consequência, isto significa que além da coroa e do cetro utilizados em ocasiões importantes do Estado espanhol, não existe nenhum outro elemento das joias da coroa de Espanha.

### Suécia

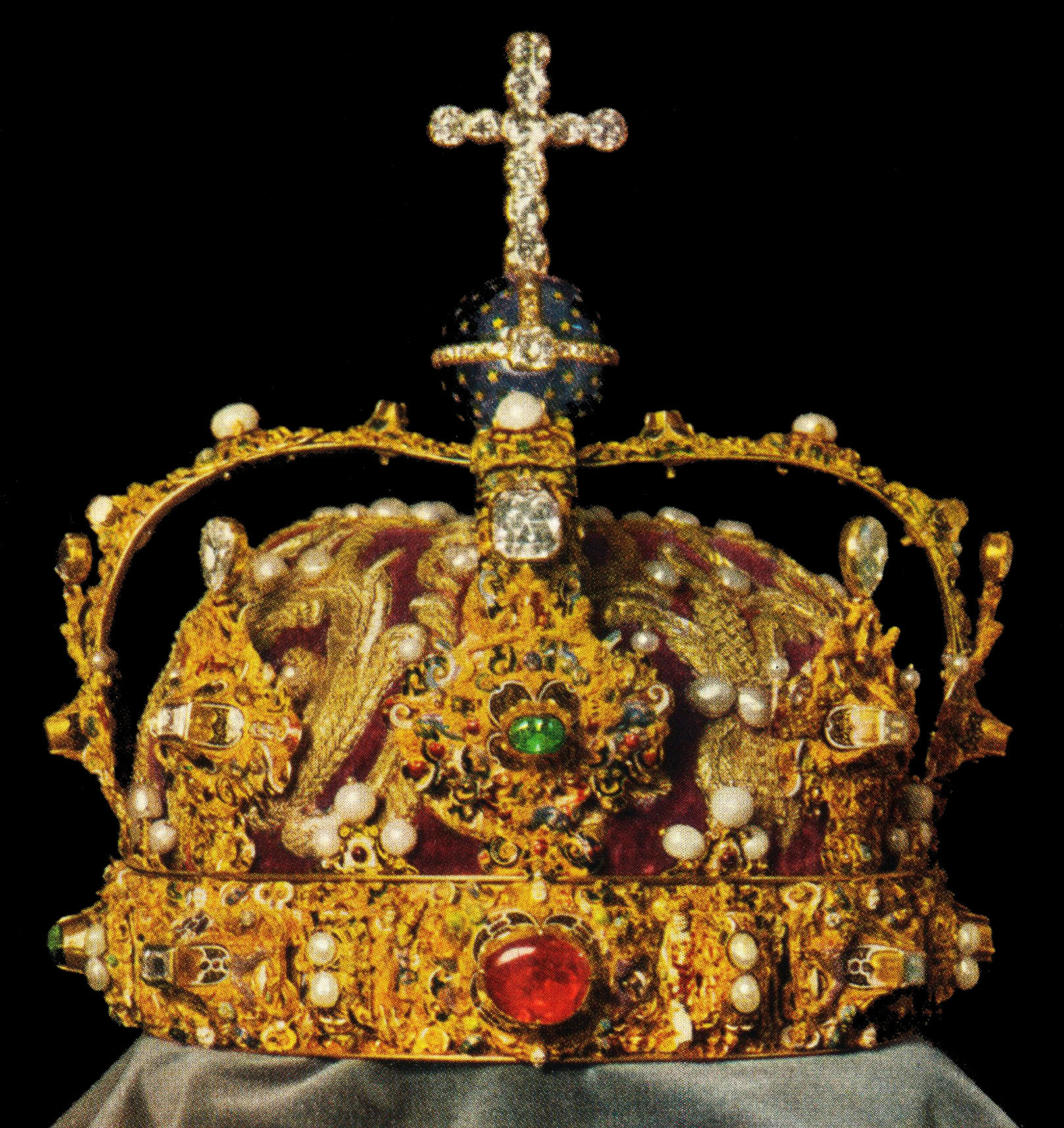
A coroa de Érico XIV, como era antes do século XX, restituindo a sua aparência original do século XVI

As joias da coroa sueca estão guardadas nos cofres do Tesouro Real, sob o Palácio Real de Estocolmo, num museu aberto ao público. Os símbolos da monarquia sueca não são usados desde 1907, mas ainda são exibidos em casamentos, batizados e funerais. Até 1974 as joias da coroa também eram expostas na abertura do Riksdag (Parlamento da Suécia). Entre os objetos mais antigos estão a espada de Gustav Vasa e a coroa, orbe, cetro e chave do rei Érico XIV e de vários outros soberanos.

### Turquia

#### Império Otomano
- A Espada de Osmã foi usada nas cerimônias de entronização dos sultões otomanos.
- O Diamante do Spoonmaker fica no Palácio de Topkapi. É a exposição mais famosa do palácio e o quarto maior diamante do gênero. O diamante está rodeado de mitos de todos os tipos.Representação do sultão Solimão, o Magnífico por Agostino Veneziano usando seu chapéu veneziano

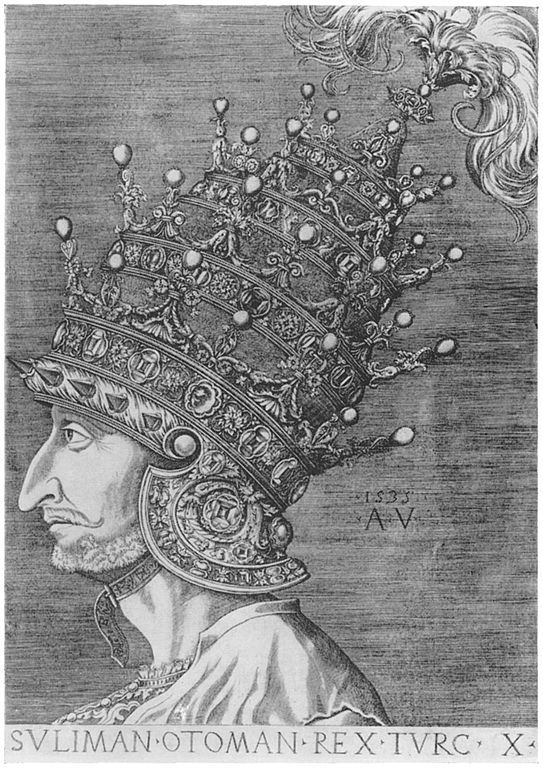
Representação do sultão Solimão, o Magnífico por Agostino Veneziano usando seu chapéu veneziano

- O Chapéu Veneziano de Solimão, o Magnífico, era uma tiara papal de quatro camadas adornada com diamantes e pérolas. Foi feito para Solimão, o Magnífico, por artesãos venezianos e Ibrahim Pasha, grão-vizir de Solimão, que ajudou a encomendar o capacete através do patrocínio de Alvise Gritti. Gravuras de Agostino Veneziano retratam Solimão em seu imponente capacete. No início do seu reinado, Solimão compartilhava um nível de interesse no patrocínio das artes europeias semelhante ao de Maomé II. Politicamente, a tiara ajudou a promover o império otomano através da sua síntese romana do Mediterrâneo oriental e ocidental. Como tal, foi um desafio simbólico à soberania e ao governo cristão porque era mais alta do que a tiara do Papa (que só tinha três níveis). Mais tarde, quando o reinado de Solimão começou a tomar um rumo incerto, pensou-se que a tiara seria doada ou destinada ao esquecimento e eventualmente perdida.[48]Adaga Topkapi em fotografia de 1993

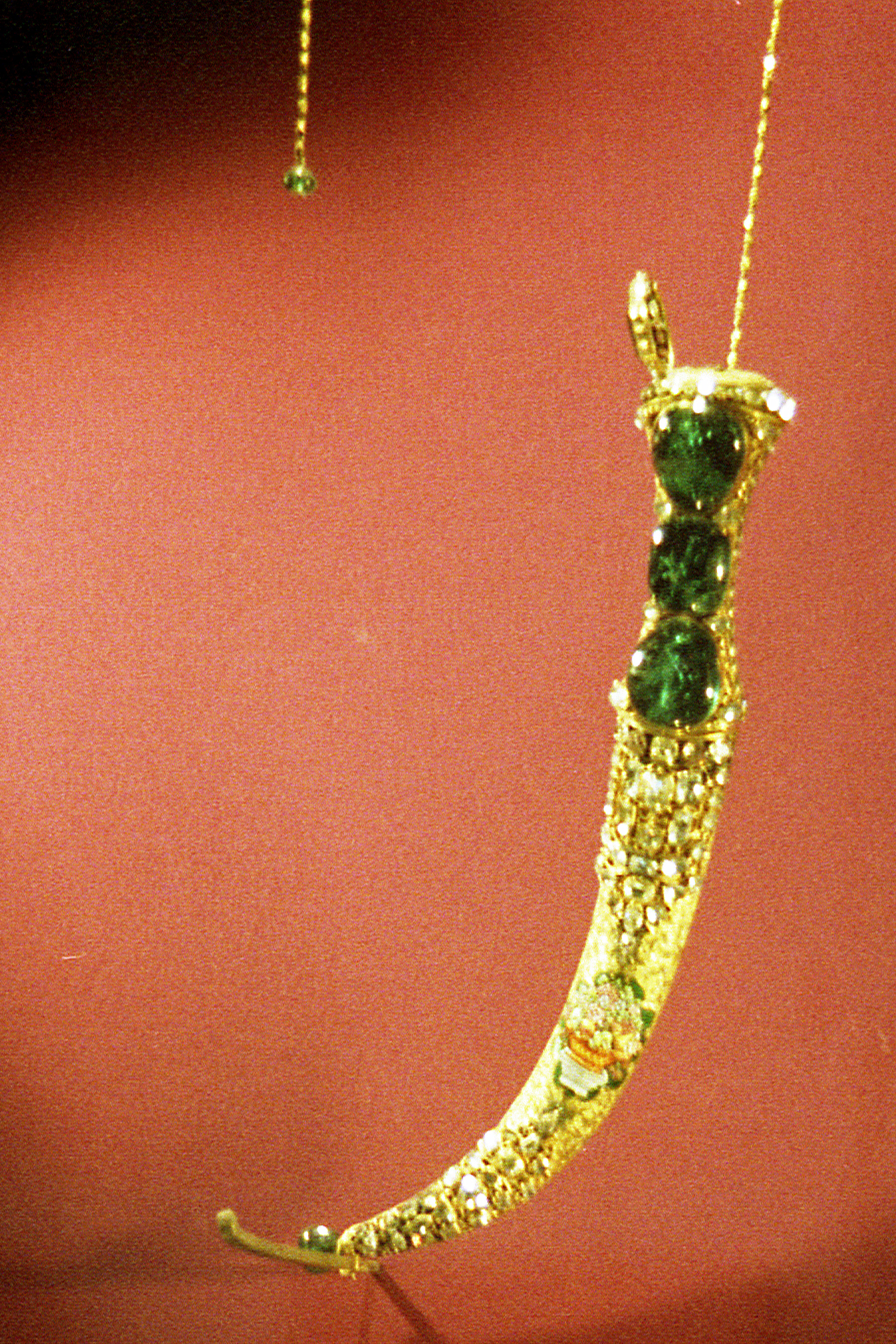
Adaga Topkapi em fotografia de 1993

- A Adaga Topkapi é uma adaga fabricada em 1747 como um presente do Sultão Mamude I a Nader Xá, governante da Pérsia. A bainha é feita de ouro e cravejada com mais de cinquenta diamantes. No centro do cabo estão três grandes esmeraldas incrustadas. Acredita-se que as esmeraldas tenham sido enviadas das minas de esmeraldas em Muzo, na Colômbia. Na parte inferior do punho há um pomo esmeralda que se abre revelando um relógio.[49] A adaga de Topkapi foi enviada como uma tentativa de obter favores do xá recém-empossado. É mantido na seção do Tesouro Imperial do Palácio de Topkapi. Na época da criação da adaga, o governante persa havia derrotado recentemente as forças mogóis no atual Afeganistão e ganhou muitos saques ao saquear o tesouro do império. Um tesouro roubado foi o famoso "Trono do Pavão", um trono de ouro decorado com pedras preciosas, do qual o Xá fez uma réplica e enviou a Mamude I. Em resposta, o Sultão enviou a Adaga de Topkapi; no entanto, nunca chegou ao Xá por causa da morte deste em 1747. A adaga ficou famosa no filme Topkapi (1964), um filme de assalto baseado no romance de Eric Ambler, The Light of Day (1962). O filme gira em torno do roubo planejado e, eventualmente, fracassado da adaga de Topkapi. Em alguns casos, punhais adornados com joias (bem como outros itens preciosos) foram usados para comemorar a abertura ou renomeação de mesquitas.[50]
- Os berços adornados eram importantes presentes imperiais para as recém-nascidas Sultanas e Sehzades, muitas vezes acompanhados de presentes de colchas e cobertores bordados do administrador do tesouro e de membros da corte. Tradicionalmente, uma procissão imperial com mais presentes seria realizada pela rainha-mãe e pelo grão-vizir em homenagem à criança.[51]

### Ucrânia
Acredita-se que a Coroa da Reino da Galícia-Volínia, apresentada a Daniel da Galícia pelo Papa Inocêncio IV, tenha sido perdida.

### Reino Unido

#### Inglaterra

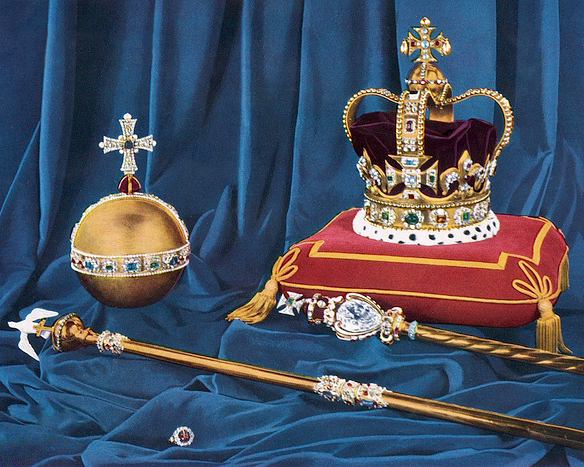
A Coroa de Santo Eduardo e o orbe, cetros e anel do soberano. Primeira fotografia colorida já publicada do traje de coroação

As joias da coroa da Inglaterra, agora do Reino Unido, estão guardadas na Torre de Londres. Com exceção de uma colher de unção do século 12 e três espadas do início do século 17, todas datam de após a Restauração de Carlos II em 1661. As antigas joias da coroa da Inglaterra foram destruídas por Oliver Cromwell em 1649, quando ele estabeleceu a Comunidade da Inglaterra. A Coroa de Santo Eduardo é a peça central do traje de coroação, usada no momento da coroação e trocada pela Coroa Imperial do Estado, mais leve, que também é usada nas Aberturas Estaduais do Parlamento. Entre as pedras preciosas da coroa estão o diamante Cullinan II, a Safira Stuart, a Safira de Santo Eduardo e o Rubi do Príncipe Negro (um espinélio). No Cetro do Soberano com Cruz está o diamante Cullinan I, o maior diamante lapidado do mundo. As esposas dos reis são coroadas como Rainha Consorte com um conjunto de trajes mais simples. A Coroa da Rainha Elizabeth, a Rainha-Mãe abriga o diamante Koh-i-Noor de 105 quilates. Além das coroas, há também vários orbes, espadas, diademas, anéis e outras peças de insígnia.

#### Escócia

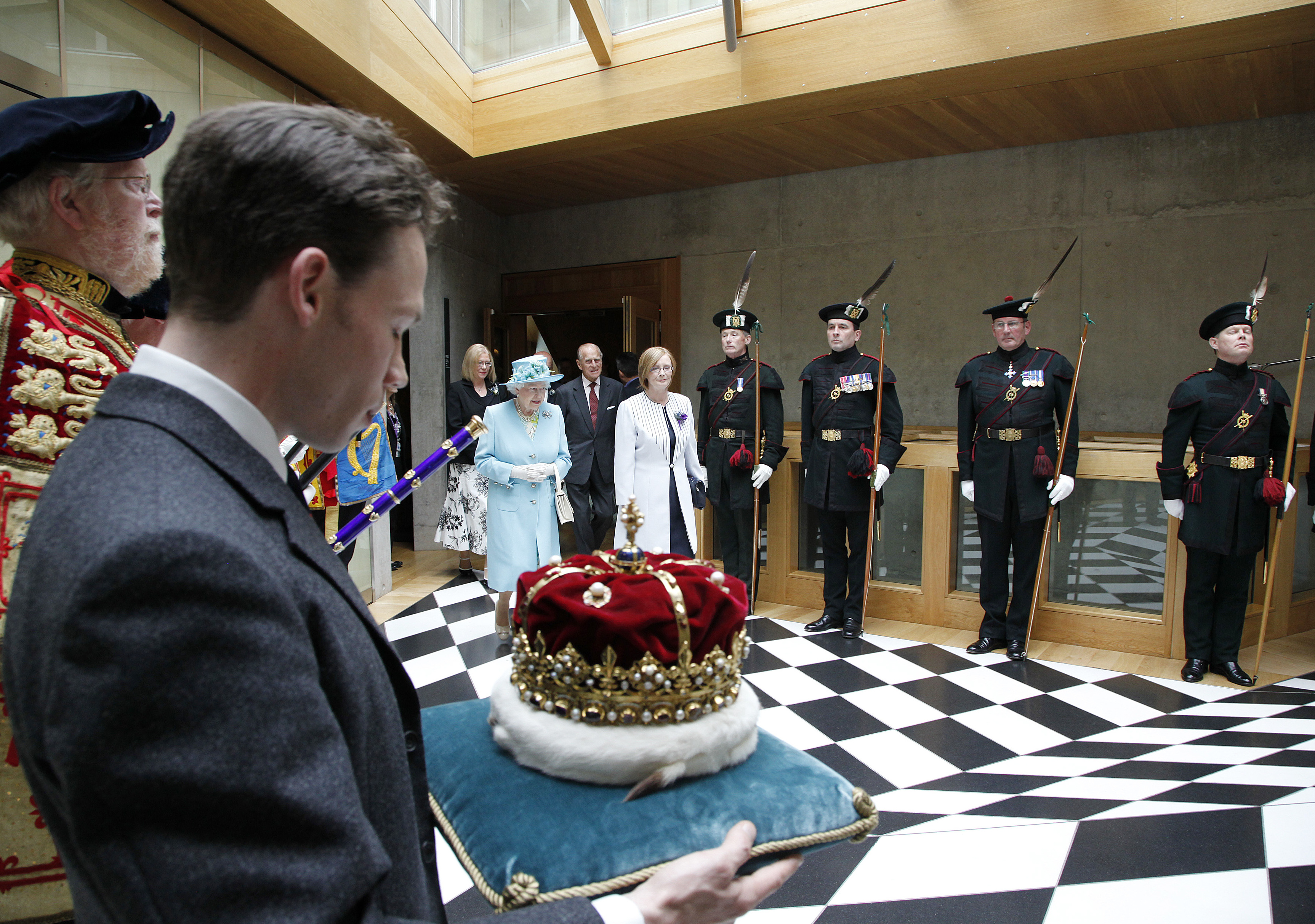
A Coroa da Escócia é carregada pelo Duque de Hamilton enquanto a Rainha Elizabeth II comparece ao Parlamento Escocês

As Honras, ou 'joias da coroa', incluindo a Pedra do Scone, são mantidas no Castelo de Edimburgo. São as joias da coroa mais antigas do Reino Unido. A coroa data de pelo menos 1540 e o cetro e a espada foram presentes do Papa Alexandre VI e do Papa Júlio II, respectivamente, ao Rei da Escócia nos séculos XV e XVI. Eles foram escondidos durante o Interregno. As Honras da Escócia foram quase esquecidas após a sua última utilização na coroação de Carlos II em 1651, até serem descobertas num baú dentro do Castelo de Edimburgo no início do século XIX.
Já existia uma 'coroa real de ouro' anterior às 'Honras' existentes. Está registrado que foi apreendido pelas autoridades inglesas após uma busca na bagagem do deposto John Balliol quando ele tentava deixar a Inglaterra e seguir para o exílio na França após ser libertado da prisão em Londres em 1299. Esta coroa foi enviada ao rei Eduardo I em Londres, onde provavelmente foi colocado com as joias da coroa inglesa na Abadia de Westminster. O destino posterior desta coroa não é totalmente claro, mas pode ter sido devolvida à Escócia durante as negociações entre Roberto I da Escócia e Eduardo II da Inglaterra (após a derrota inglesa em Bannockburn em 1314) ou talvez tenha sido devolvida à Escócia para uso na coroação de Edward Balliol, quando ele foi empossado rei da Escócia pela Inglaterra em 1332. No entanto, não existe mais hoje em dia.

#### País de Gales
Os trajes originais dos príncipes galeses foram perdidos. O Coronete de Llywelyn foi mantido após sua captura com as joias da coroa inglesa entre 1284 e 1649.

### Vaticano
As regalias do papado são mantidas na Cidade do Vaticano. 

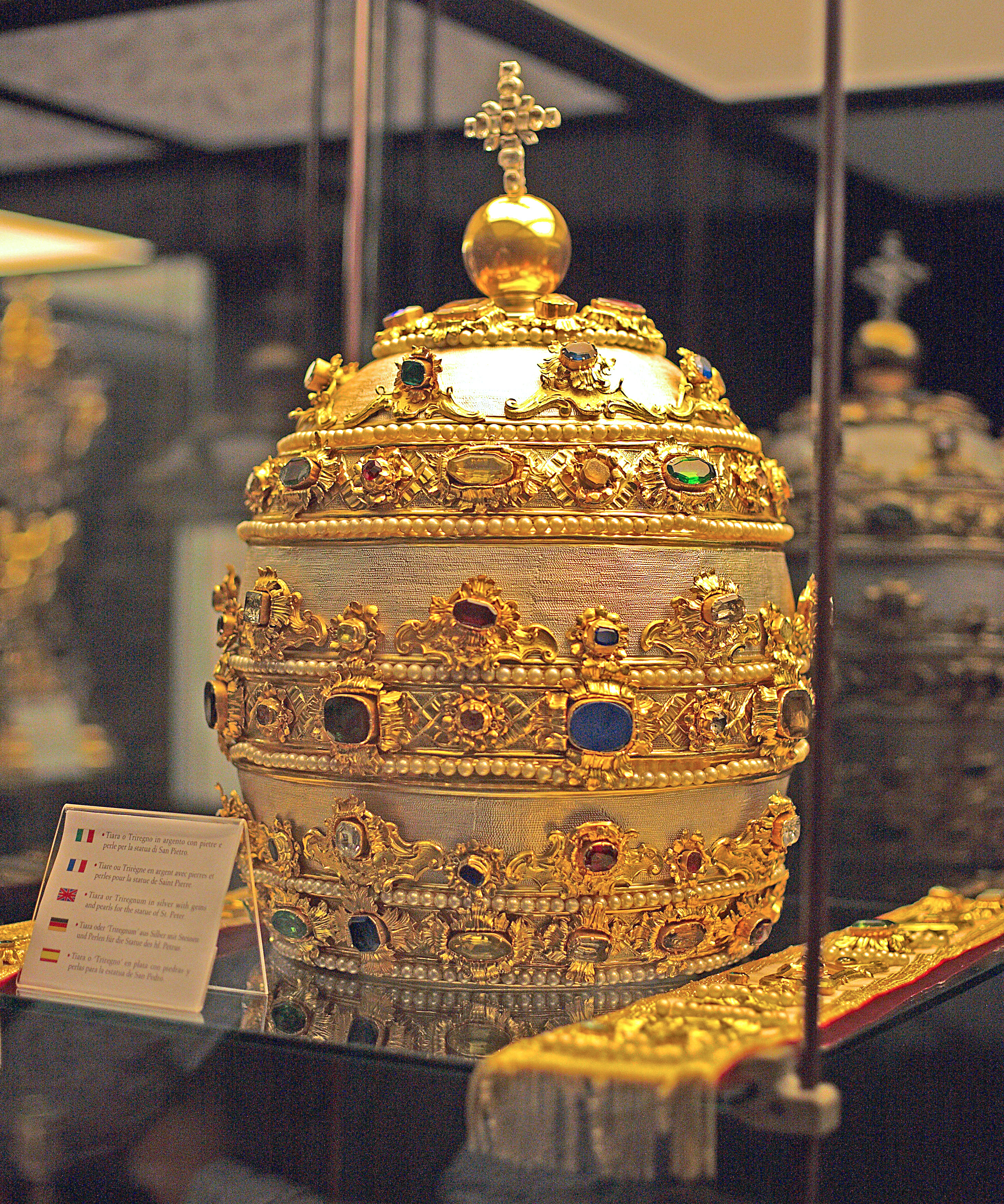
A tiara papal adornada com safiras, rubis, esmeraldas e outras pedras preciosas. Basílica de São Pedro, Roma

- O triregnum é um capacete com três coroas ou níveis, também chamado de tiara tripla[52][53][54][55][56] ou coroa tripla. “Tiara” é o nome do chapéu usado, mesmo nas formas que tinha antes de lhe ser acrescentada uma terceira coroa. Durante vários séculos, os papas a usaram durante as procissões, como ao entrar ou sair da Basílica de São Pedro, mas durante as liturgias usaram uma mitra episcopal. Paulo VI usou-o em 30 de junho de 1963 em sua coroação, mas abandonou seu uso mais tarde. Nenhum de seus sucessores o usou.
- O Anel do Pescador, outro item da insígnia papal, é um anel de ouro decorado com uma representação de São Pedro em um barco lançando sua rede, com o nome do papa reinante ao seu redor.
- A férula papal, um bastão encimado por um crucifixo, é o bastão usado pelo papa.

## América

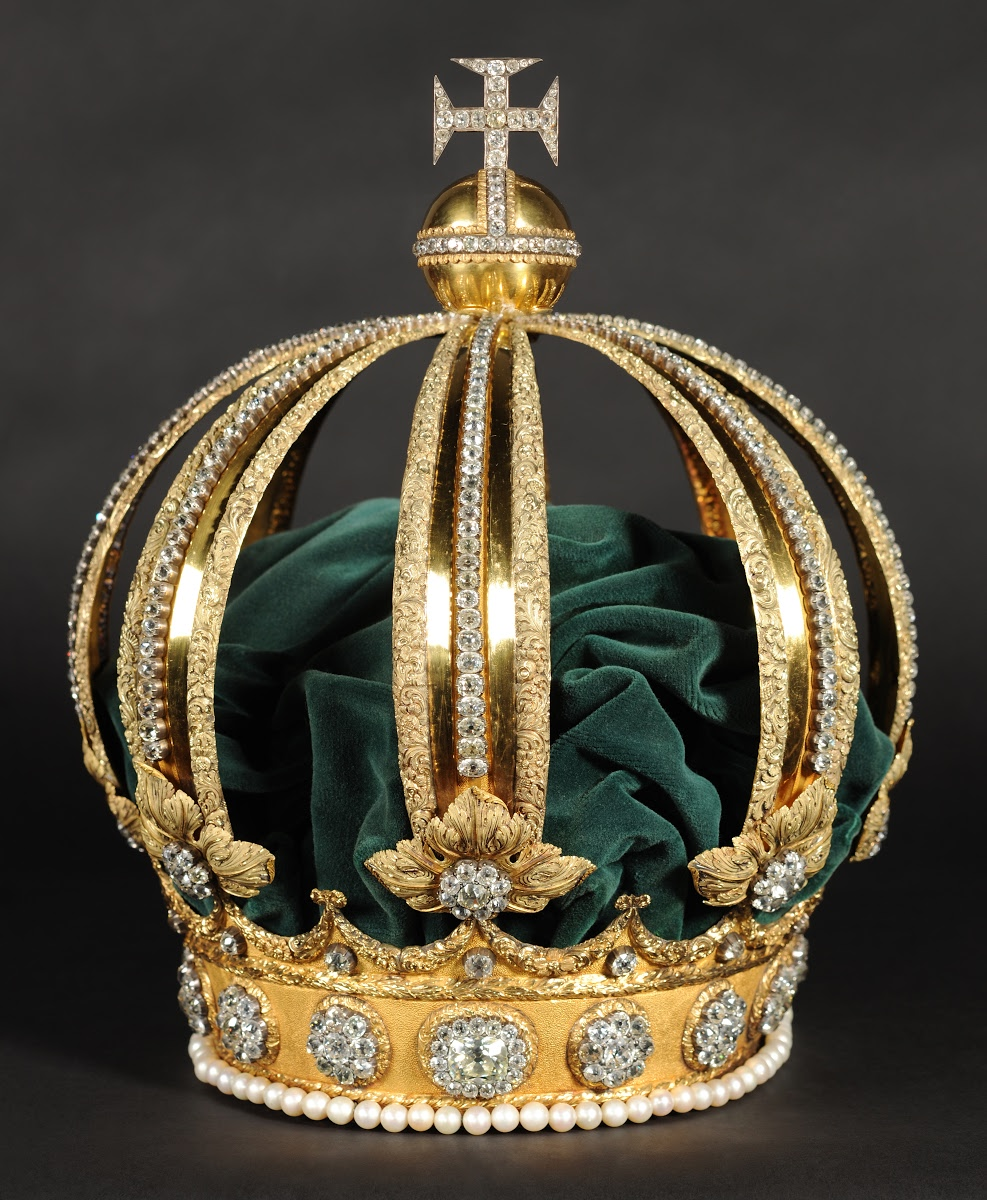
A coroa de Pedro II foi confeccionada especialmente para sua coroação aos 15 anos. Para sua confecção foram utilizadas diversas joias de família e as pedras que compõem esta peça foram retiradas da coroa de seu pai, D. Pedro I

### Brasil(Império do Brasil)
A Coroa Imperial do Brasil junto com outras insígnias e lembranças do Império Brasileiro estão guardadas no Museu Imperial do Brasil (Museu Imperial de Petrópolis) no antigo palácio de verão do imperador brasileiro Pedro II, em Petrópolis, Brasil. Algumas peças também pertencem à colecionadora de joias Aimée de Heeren, ex-amante do presidente Getúlio Vargas.

### Chile
O Reino da Araucânia e Patagônia possui uma coroa, apresentada ao Príncipe Filipe da Araucânia em 1986 por um grupo de nobres araucanos. Anteriormente, a Casa Real não tinha coroa. Feito de aço e contendo pedras do rio Biobío, está exposto no Museu dos Reis da Araucanía, nos arredores da vila de Chourgnac d'Ans, Dordonha, França.

### México

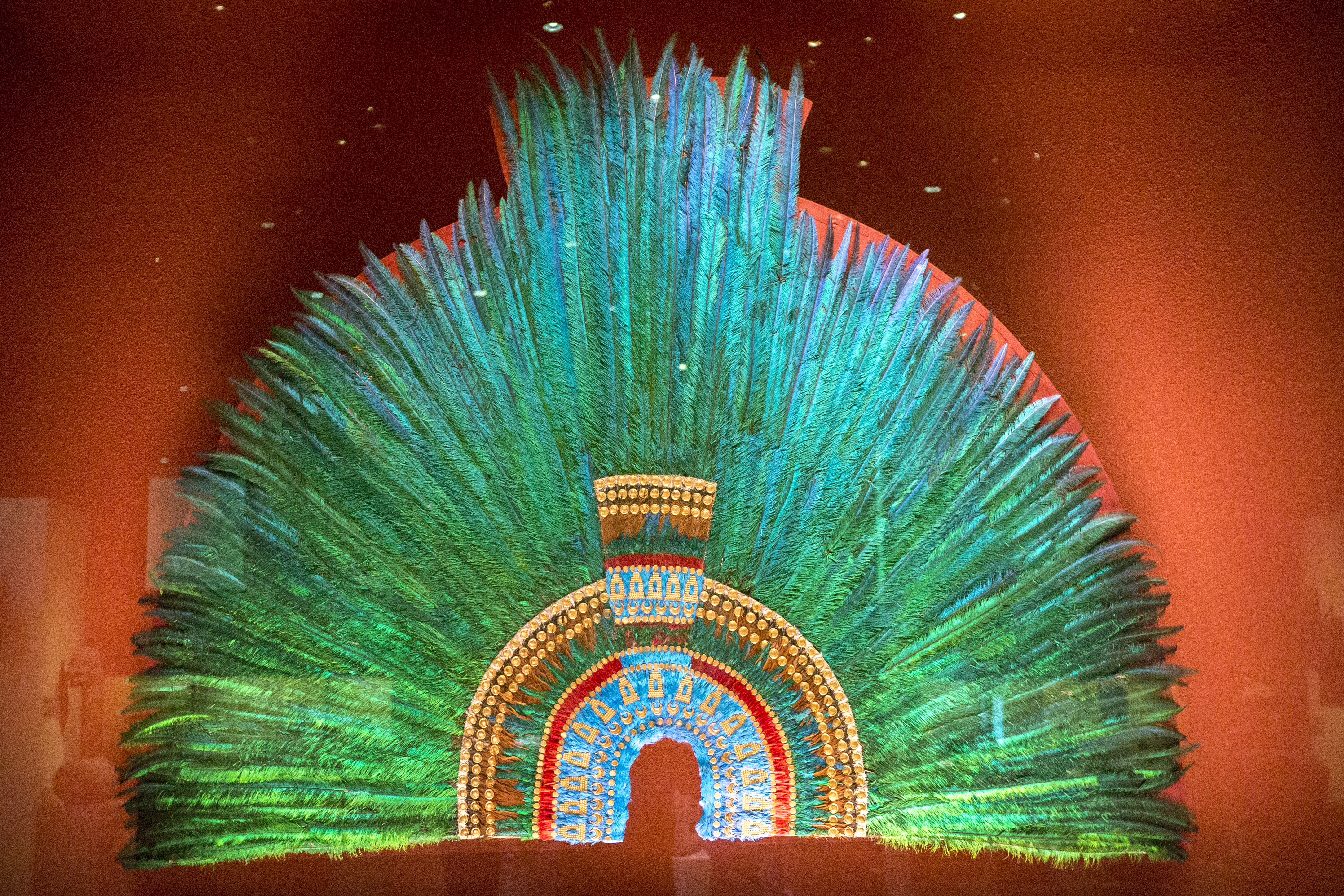
Cocar de penas de Moctezuma II

Antes da conquista espanhola ao Império Asteca (1519-1522), a maior parte do atual México formava o Império Asteca, um império nativo americano governado em Tenochtitlán (atual Cidade do México) por um tlatoani ou "imperador". O acessório de cabeça cerimonial de penas ou quetzalāpanecayōtl usado por Moctezuma II (o último imperador reinante) foi apreendido pelos conquistadores espanhóis em c. 1520 e enviado de volta a Carlos V, Sacro Imperador Romano e Rei da Espanha, como presente. Notavelmente, ele ainda sobrevive e o cocar de Moctezuma pode ser visto no Museu de Etnologia de Viena (número de inventário 10402VO) junto com outros artefatos mexicanos antigos.
Deixando de lado os artefatos do domínio asteca e espanhol, também existem vestígios das insígnias imperiais do Primeiro Império Mexicano e do Segundo Império Mexicano.

## Oceânia

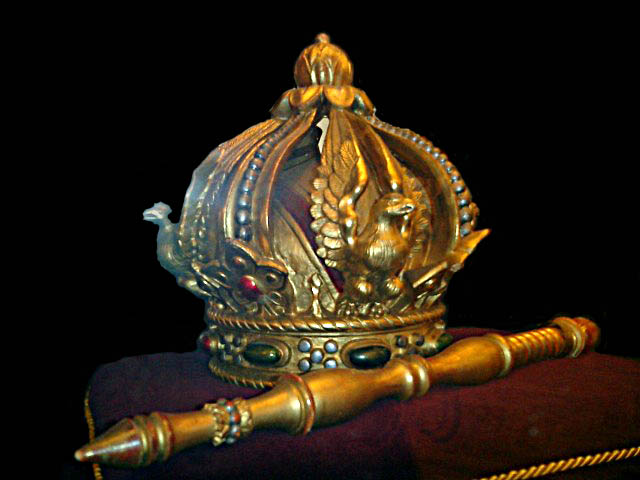
Réplica da Coroa Imperial do México, do Segundo Império Mexicano

### Austrália
Como membro da Comunidade das Nações, as joias da coroa da Austrália são aquelas da coleção das Joias da Coroa do Reino Unido. O governo da Comunidade da Austrália, a pedido do primeiro-ministro Robert Menzies, juntamente com os do Reino Unido, Canadá, Nova Zelândia, África do Sul, Paquistão, Ceilão e Rodésia do Sul, presenteou Elizabeth II com um par de armills para sua coroação em 1953, para substituir as feitas em 1661 para a coroação de Carlos II. Eles continuam a fazer parte das joias da coroa do monarca da Austrália e de outros reinos da Commonwealth.

### Havaí
Algumas das joias da coroa e os tronos originais do Reino do Havaí residem sob a custódia do Museu do Bispo. A coroa do rei é propriedade do Estado do Havaí. Todos estão atualmente em exibição na sala do trono do Palácio 'Iolani.

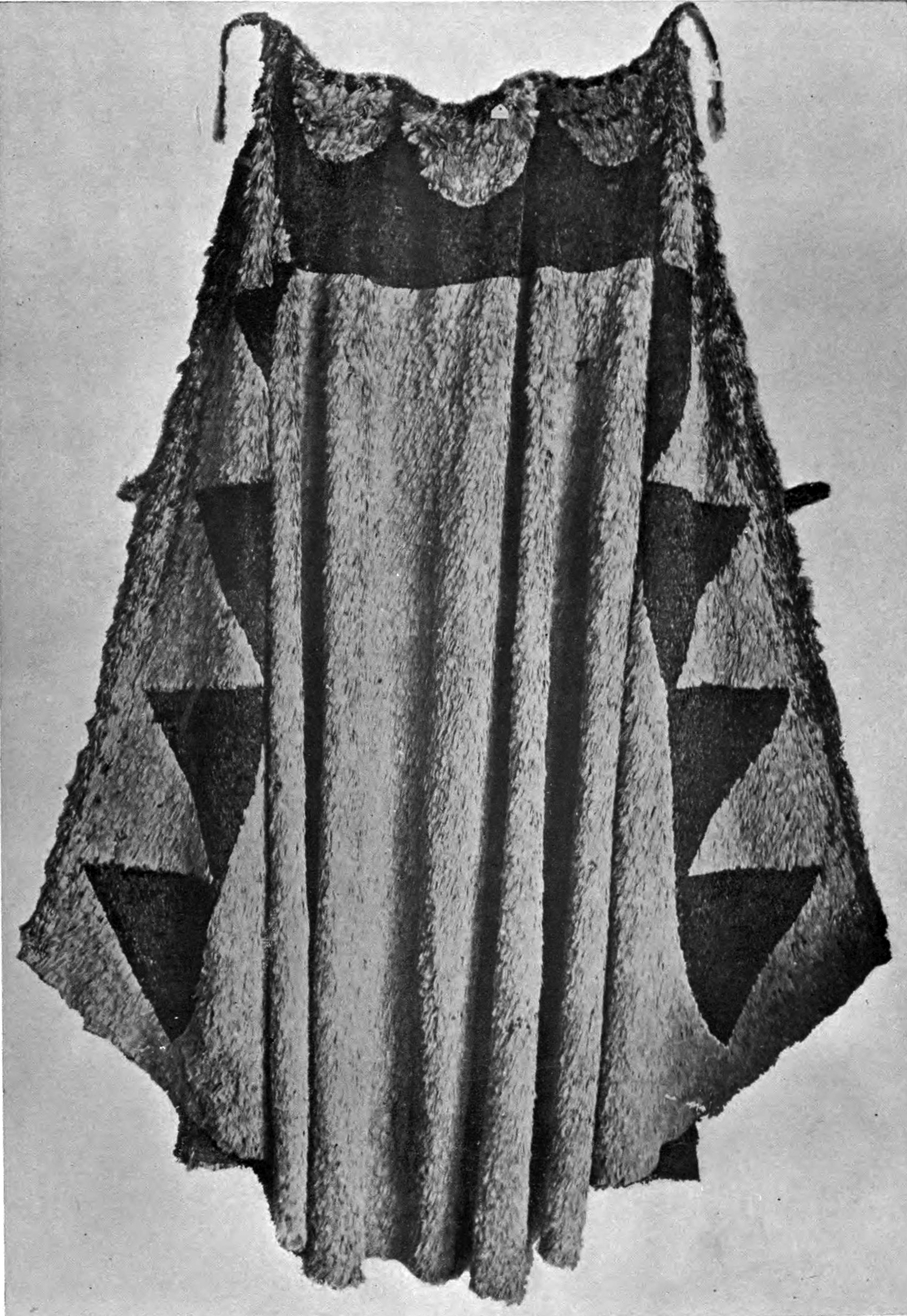
Manto de Kīwalaʻō

As duas coroas reais foram encomendadas da Inglaterra em 1883, durante a coroação de Kalākaua. Usados uma vez e apenas por Kalākaua e sua rainha Kapiʻolani, foram danificados por saqueadores durante a derrubada, mas posteriormente restaurados e substituídos por joias de vidro. Uma coroa anterior pertencente à dinastia Kamehameha pode ter existido. Em 1855, o missionário Samuel C. Damon, que compareceu ao funeral de Kamehameha III, mencionou “Ao pé e em frente ao caixão estava a Coroa Real, coberta de crepe, apoiada sobre uma almofada de veludo”. Esta coroa ainda estava guardada na Tumba Real em Pohukaina quando o explorador russo Aleksei Vysheslavtsev visitou o mausoléu da casa de coral durante o funeral de John William Pitt Kīna'u em 1859. Em 26 de maio de 1861, Sophia Cracroft, sobrinha de Lady Franklin, também descreveu a coroa durante uma visita a Pohukaina. Se alguma vez existiu tal coroa, ela foi enterrada no Mausoléu Real com o último dos reis Kamehameha ou foi perdida em 1883. O rei Lunalilo foi enterrado em 1874 com uma coroa de prata usada por John Mākini Kapena em seu cortejo fúnebre. Esta coroa foi mantida no Mausoléu de Lunalilo até 1917, quando foi roubada por dois ladrões chamados Albert Gerbode e Paul Payne de Key West, Flórida, e posteriormente derretida em uma barras de prata. Cópias dos tronos podem ser vistos no Palácio ʻIolani. Algumas das joias da coroa estão em posse da realeza no Mausoléu Real em Mauna 'Ala. O manto e o traje de penas estão entre os mais antigos trajes havaianos: o Nāhiʻenaʻena's Pāʻū, uma a saia de 180 penas da Princesa Nahienaena e mais tarde o traje fúnebre do monarca morto; Manto de Kamehameha, o manto de guerra de Kamehameha I que feito inteiramente com penas amarelo-ouro do agora extinto pássaro mamo, que era usado para cobrir o trono do Rei quando não estava sendo usado; o Manto de Kīwala'ō, também conhecido como Manto da Rainha, o manto ganho por Kamehameha durante sua batalha com Kiwalao, e usado para cobrir o trono da Rainha; e o Liloa's Kaei, o cinturão de penas de Liloa, o rei do Havaí do século XIV. Também o Kiha-pu ou a Trombeta de Guerra (Concha) de Kihanuilulumoku, que é uma geração mais velha que o Kaei de Liloa.

### Nova Zelândia
Kingitanga é um reino não oficial, mas que se tornou importante para o povo māori hoje. O atual monarca é Tuheitia Paki. O traje da coroa consiste em um tipo de manto, conhecido pelos Maori como korowai, e as cerimônias de 'coroação' são realizadas segurando uma Bíblia sobre a cabeça do novo monarca.

Heráldica da cora do Taiti

### Taiti
O Reino do Taiti tinha uma coroa. A coroa foi um presente da Sociedade Missionária de Londres ao Rei Pōmare III para sua coroação em 1824. O original está guardado no "Musée de Tahiti et des Îles" em Punaauia.